# Geschichte der Eisenbahn

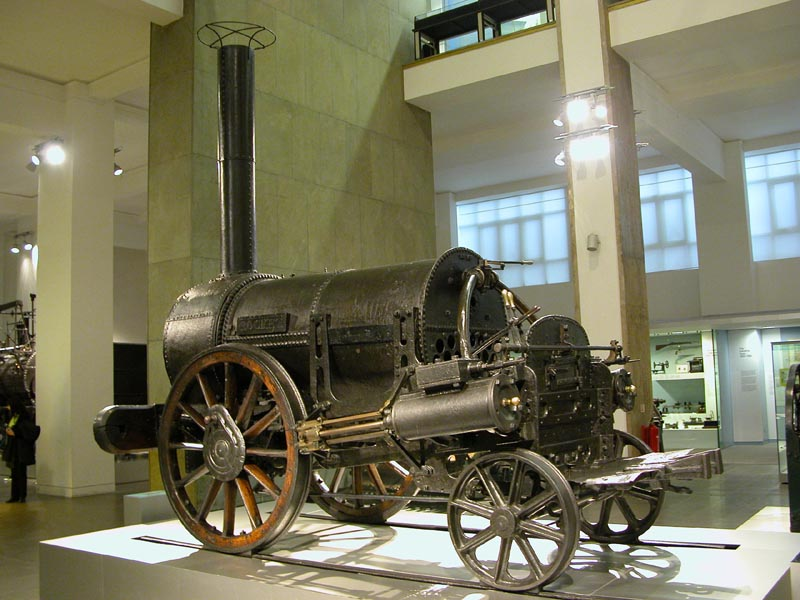
Stephensons „The Rocket“, 1829 (im Umbauzustand von 1831)

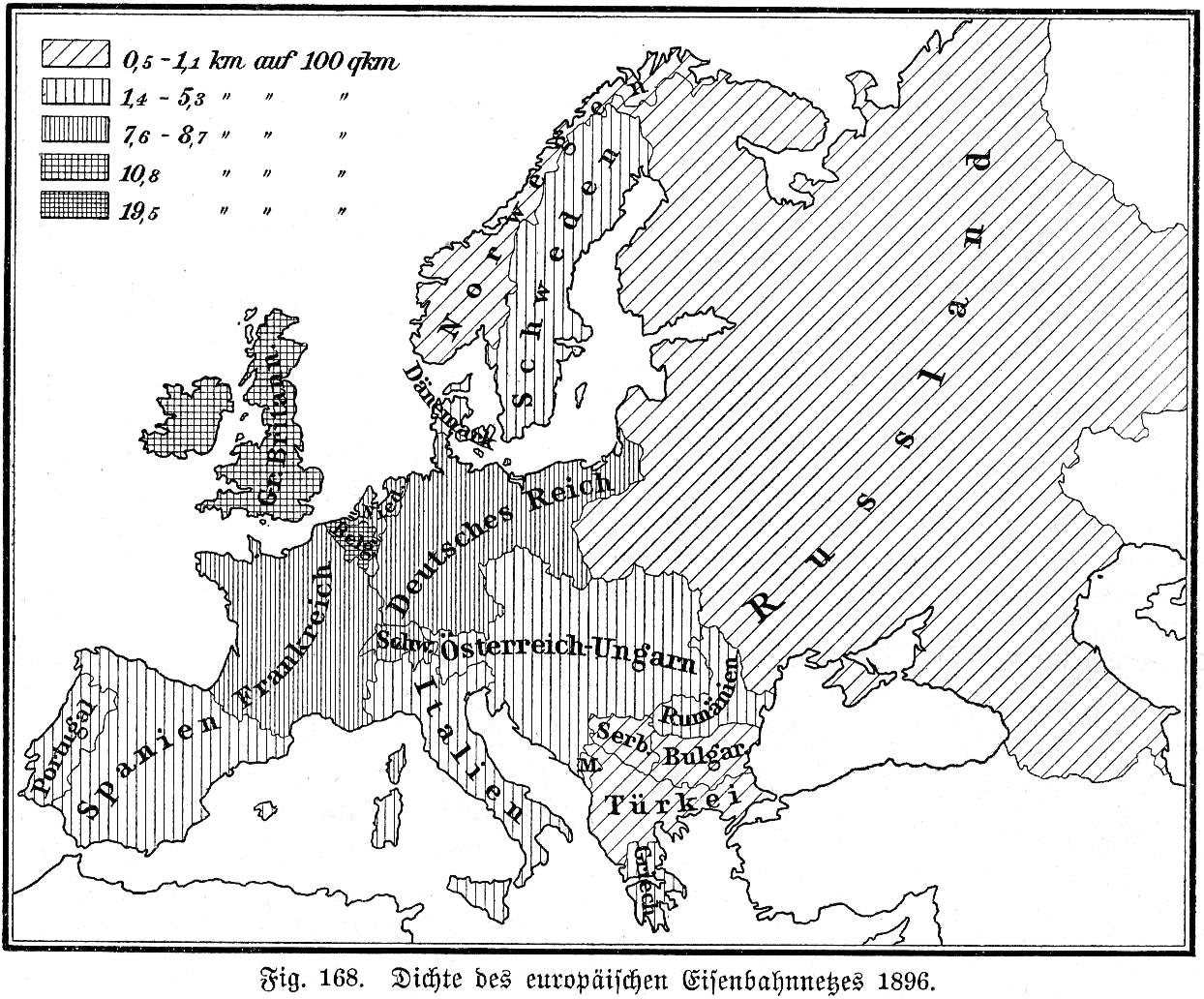
Dichte des europäischen Eisenbahnnetzes 1896

Die Geschichte der Eisenbahn befasst sich als Teilgebiet der traditionellen Technikgeschichte mit der Erforschung und Dokumentation der Geschichte des Schienenverkehrs, der dazugehörenden Technik und ihrer technologischen Entwicklung. In jüngerer Zeit gewinnt daneben der Ansatz einer interdisziplinären Kulturgeschichte zunehmend an Bedeutung.
Ähnlich wie in einigen anderen Teilbereichen der Geschichte sind bei der Erforschung der entsprechenden Daten und beim Zusammentragen von Dokumenten und Zeugnissen überwiegend Laien oder Amateure tätig. Ursache ist eine nach wie vor vorhandene Faszination, die von diesem Gebiet der Technik ausgeht. Belege dafür sind zahlreiche Eisenbahnmuseen in der Trägerschaft von Vereinen oder sogar Privatpersonen sowie die Museumsbahnen.
Den von öffentlichen Institutionen getragenen Museen wird nach einer Phase der geringeren Beachtung zwischen dem Ende des Zweiten Weltkrieges und ungefähr den 1980er-Jahren inzwischen wieder eine erhöhte Aufmerksamkeit zuteil.

## Historische Definitionen
Der Begriff Eisenbahn ist erstmals 1801 in einem Artikel „Über den Gebrauch der Eisenbahn oder eisernen Wege zur Fortschaffung der Mineralien und Kohlen“ zu finden, während der englische Begriff rail-road bereits um 1734 erscheint.:14 Wie frühe Lexika von Brockhaus zeigen, bezog sich die Definition einer Eisenbahn zunächst nur auf die Fahrbahn bzw. den eisenbestückten Schienenweg. Dies ergab sich auch daraus, dass die ersten „Eisenbahn“-Fahrzeuge nahezu gänzlich und selbst noch die ersten Lokomotiven und sogar Radkörper zu großen Teilen aus Holz sowie auch aus Kupfer und Kupfer-Legierungen gefertigt wurden:

„Eisenbahnen, Riegel oder Schienenwege sind fahrbare Straßen mit festen Gleisen von Eisenschienen oder von mit Eisen beschlagenem Holz und Steinen, auf denen die Räder der Wagen laufen, wodurch der Widerstand, welchen sie auf gewöhnlichen Wegen am Umfange erleiden, so weit aufgehoben wird, dass beinahe nur die Reibung an der Achse noch zu überwinden bleibt und ihre Fortbewegung durchschnittlich wenigstens zehnfach erleichtert ist.“

„Eisenbahnen, im weitesten Sinne solche Straßen, auf denen die Fahrzeuge in festen Schienengleisen fortbewegt werden. Durch die Anordnung von Schienengleisen wird die sonst bei Bewegung der Fahrzeuge bedeutende Reibung zwischen Radeisen und Straßenfläche sehr vermindert und dadurch erreicht, daß große Lasten mit geringen Kräften fortbewegt werden können.“

Später wurde auch der Aspekt Antrieb in die Definition aufgenommen:

„Eine Eisenbahn ist ein Unternehmen, gerichtet auf wiederholte Fortbewegung von Personen oder Sachen über nicht ganz unbedeutende Raumstrecken auf metallener Grundlage, welche durch ihre Konsistenz, Konstruktion und Glätte den Transport großer Gewichtmassen, beziehungsweise die Erzielung einer verhältnismäßig bedeutenden Schnelligkeit der Transportbewegung zu ermöglichen, bestimmt ist, und durch diese Eigenart in Verbindung mit den außerdem zur Erzeugung der Transportbewegung benutzten Naturkräften (Dampf, Elektrizität, tierischer oder menschlicher Muskeltätigkeit, bei geneigter Ebene der Bahn auch schon der eigenen Schwere der Transportgefäße und deren Ladung, u s. w.) bei dem Betriebe des Unternehmens auf derselben eine verhältnismäßig gewaltige (je nach den Umständen nur in bezweckter Weise nützliche, oder auch Menschenleben vernichtende und die menschliche Gesundheit verletzende) Wirkung zu erzeugen fähig ist.“

## Vorläufer und Anfänge
Für die Konstruktion einer Eisenbahn waren verschiedene frühe Basis-Erfindungen die Voraussetzung, so die Erfindung des Rades, die Schöpfung einer Fahr- und Leitbahn in Form von Schienen, sowie die Herstellung von Eisen und Stahl.
In England gab es eine ausgeprägte Stahl- und Eisenherstellung, ferner bestand ein ständig zunehmender Transportbedarf in den Erz- und Kohlenminen, der bereits zahlreiche Schienenwege entstehen ließ. Hier wurde auch die Dampfmaschine erfunden und von James Watt um 1769 entscheidend verbessert. Dies führte dazu, dass England in der Zeit der Industriellen Revolution auch zur Geburtsstätte der maschinell betriebenen Schienen- bzw. „Eisenbahn“ wurde. Die Eisenbahn ist damit sowohl Produkt als auch Bestandteil der Industriellen Revolution.

### Erste Schienensysteme

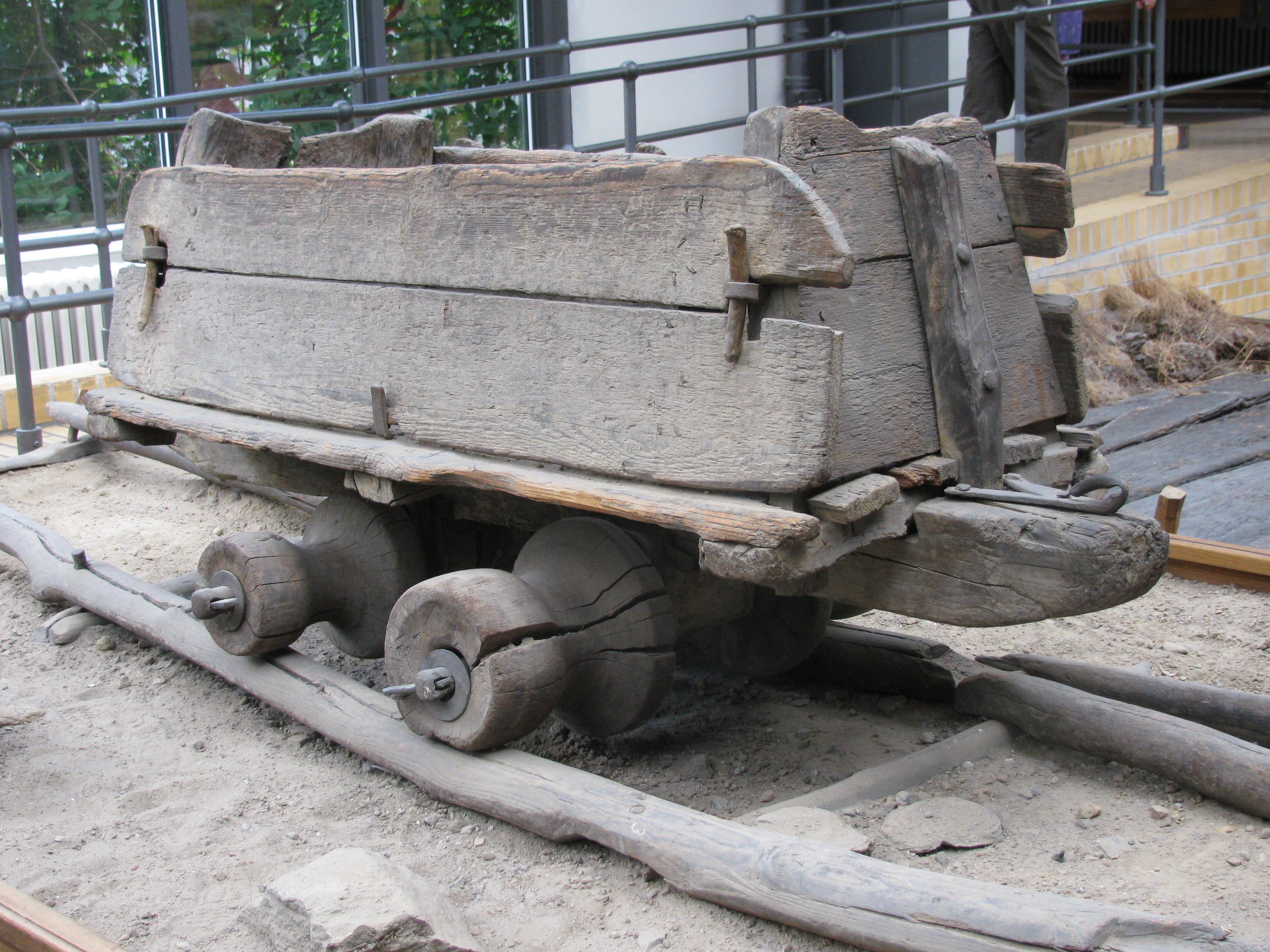
Ungarische Holzbahn, um 1558

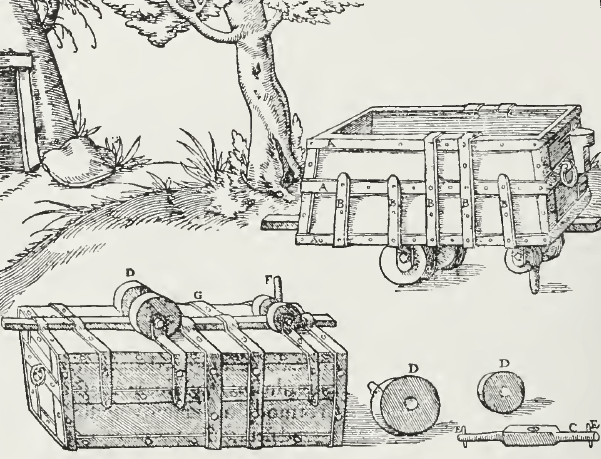
Schienengeführter Hunt, nach einer Darstellung aus dem Jahre 1556 von Georgius Agricola (De re metallica libri XII)

Vorläufer der heutigen Schienen waren Spurrillen in antiken Straßen, die den Fahrzeugen eine gewisse Führung ermöglichten. Wissenschaftler glauben, dass Menschen bereits in der Kupferzeit vor mehr als 4.000 Jahren erste Rillen anlegten. Derartige Spurbahnen sind in Steinbrüchen des alten ägyptischen Reiches und bei den Griechen gefunden worden. Der vermutlich längste Rillenweg in der Antike war der 6 bis 8,5 km lange Schiffkarrenweg Diolkos über den Isthmus von Korinth (Griechenland). Auch die römischen Baumeister arbeiteten auf zahlreichen Römerstraßen Rillen in die gepflasterte Oberfläche ein.:9–10
An der Wende des Spätmittelalters zur frühen Neuzeit gab es eine entscheidende Erfindung, die vermutlich in Bergwerken entstand, wo schwere Lasten transportiert werden mussten: Man legte hölzerne Gleise und war somit nicht mehr auf bestehende Straßen angewiesen, um schwere Lasten zu transportieren. Georgius Agricola belegt dies erstmals 1556 in seinem Werk De re metallica. Diese Holzschienen hatten aber auch gewichtige Nachteile: Schmutz in den Rillen ließ die Wagen oft entgleisen. Zudem vermoderte das Holz schnell auf dem feuchten Boden, wo es der Witterung ungeschützt ausgesetzt war. Kardinal Matthäus Lang dokumentiert 1515 den Reißzug auf die Festung Hohensalzburg: Die älteste heute noch existierende Standseilbahn wurde in ihrer ursprünglichen Form über Holzschienen mit einem Hanfseil über eine Tretmühle betrieben. Von Deutschland aus gelangten die Holzschienen vermutlich schon unter Elisabeth I., die deutsche Bergleute zur Förderung des englischen Bergbaues berief, nach England. Zwar sind derartige Konstruktionen erst für 1620 in den Steinkohlen-Bergwerken von Newcastle upon Tyne fest nachgewiesen, jedoch sind sie möglicherweise schon ab den 1560er Jahren in Caldbeck in Cumbria eingesetzt worden.

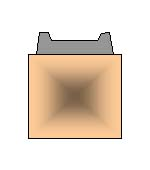
Gusseisenbarren auf Holz-Längsbalken, 1767 in der Coalbrookdale-Eisenhütte, Querschnittszeichnung

Im Laufe des 18. Jahrhunderts wurde die Schienentechnik fortentwickelt. Der Engländer Ralph Allen erfand in den 1730er Jahren den einseitigen Spurkranz, der die Wagen sicher auf dem Gleis führt. Etwas später wurden die Spurrinnen mit Eisen ausgelegt oder Holzschienen mit Eisen beschlagen, so genannte Plateways. Zu diesem Zwecke goss infolge von Absatzproblemen im Jahre 1767 Richard Reynolds, einer der Besitzer der Coalbrookdale-Eisenhütte, Gusseisenbarren in Plattenform auf Lager. Um diese zwischenzeitlich sinnvoll nutzen zu können, ließ er damit verschlissene Holzbohlenschienen der Hüttenbahn auslegen, wo sie den beabsichtigten Zweck hervorragend erfüllten. Dies wird als Geburtsstunde der Eisenschienen für Fahrzeugräder angesehen.:424 Da sich die gusseisernen Platten als unzureichend und zu kostspielig erwiesen, ersetzte man sie durch schmale Schienen aus Gusseisen, die auf hölzernen Unterlagen ruhten. Die erste mehrere Anlieger bedienende Bahnstrecke mit Volleisenschienen war die 1795 eröffnete Derby Canal Railway.
Ab 1770 wurde in England Schwellenholz nicht mehr genutzt, nun legte man Eisenschienen auf Steine. Später wurde mit der stärkeren Belastung nach der Einführung maschineller Antriebe die Spurtreue auf Steine montierter Schienen allerdings unzureichend, so dass das Holz in Form der tragenden Querschwellen zurückkehrte – für annähernd zwei Jahrhunderte. Mit den Erfindungen und Weiterentwicklungen im 18. Jahrhundert hatte England den Kontinent überholt.:14

### Pferdebahnen
Erste Antriebe auf längeren Strecken erfolgten mit der Muskelkraft vorzugsweise von Pferden. 1794 wurden auf dem seit 1787 betriebenen Rauendahler Schiebeweg Holzbohlen durch Schienen aus Gusseisen ersetzt. Die Güter-Pferdebahn Derby Canal Railway mit eisernen Schienen wurde im Jahr 1795 eröffnet. Sie wird als erste Eisenbahn betrachtet, da ihre Transportleistung auch diversen Nutzern zur Verfügung stand. Oftmals wurden Gefällestrecken genutzt, auf denen beladene Wagen mit angezogener Handbremse unter Nutzung der Schwerkraft talwärts rollten und leer wieder von Pferden hochgezogen wurden. Besonders in Nordengland kam diese simple Technik zur Anwendung.:16 1801 konzessionierte das britische Parlament die erste Bahn für den öffentlichen Verkehr zwischen Wandsworth und Croydon bei London, wobei die Benutzer nicht nur ihren Wagen, sondern auch die Pferde selbst mitbringen mussten.:17 1809 fuhr erstmals in den USA eine Pferdebahn in Philadelphia.

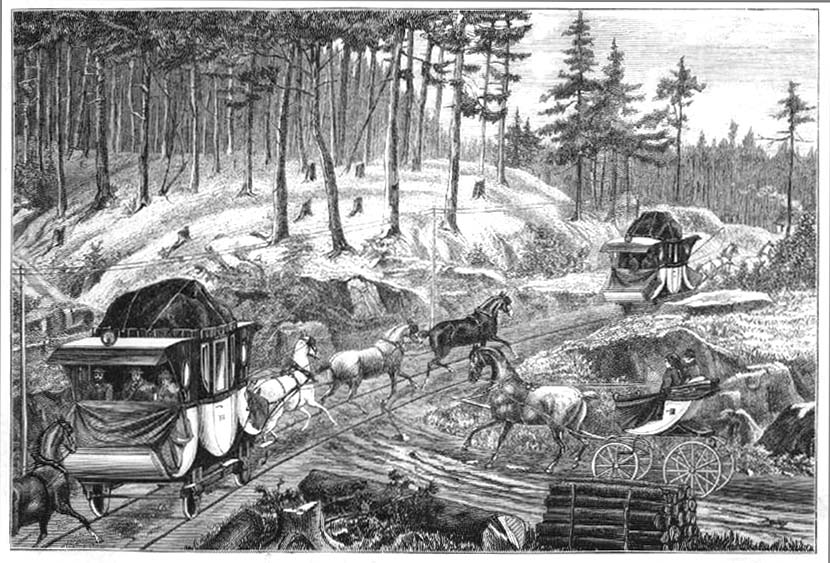
Personenverkehr I. Klasse auf der Strecke Linz–Budweis, Zeichnung von A. Krúzner

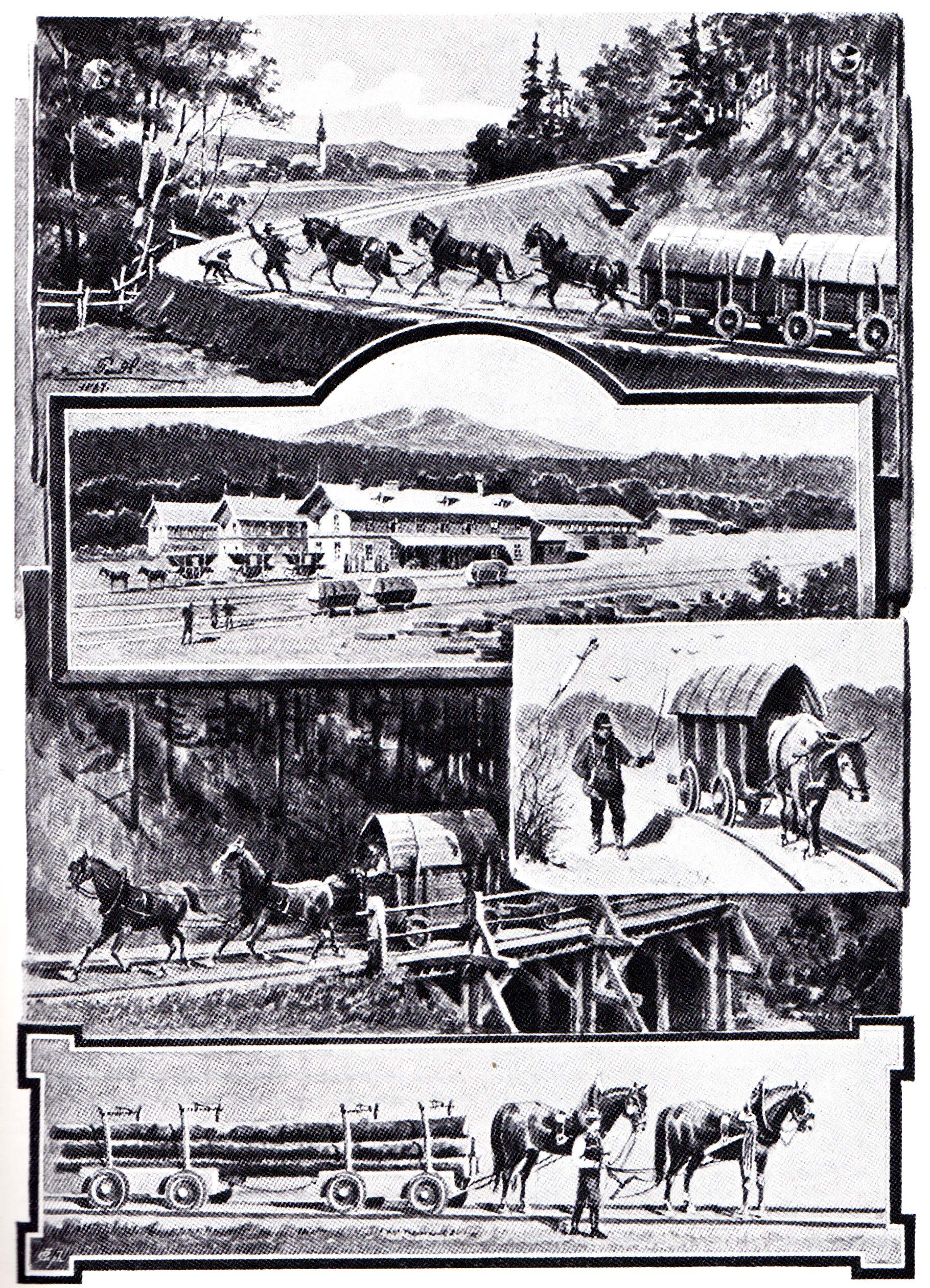
„Bilder von der ersten österreichischen Eisenbahn, nach Aquarell-Skizzen des Ober-Officials Fr. Hölzlhuber“

Friedrich Harkort gründete 1820 ein Konsortium mit dem Ziel, eine Pferdebahn vom Kohlerevier Schlebusch nach Haspe zu bauen. Die Schlebusch-Harkorter Kohlenbahn mit einer Länge von einer preußischen Meile, ca. 7½ Kilometer, wurde im Wesentlichen 1828 fertiggestellt und war die erste Bahn, die auf dieser Länge ihren Betrieb aufnahm. Der Kohletransport wurde auf der schmalspurigen Bahn mit Pferden durchgeführt.
In den Jahren 1825 bis 1832 wurde die Pferdeeisenbahn Budweis–Linz errichtet, doch erfolgte die offizielle Inbetriebnahme der ersten 50 km langen Teilstrecke erst am 7. September 1827, neun Wochen nach der zunächst 18 km langen Bahnstrecke Saint-Étienne–Andrézieux in Frankreich. Die Bahn in Österreich führte über 128 km von Budweis in Böhmen nach Linz und war damit die längste Pferdeeisenbahn der Welt. Ähnliche Pferdebahnen im Kaisertum Österreich entstanden damals zwischen Prag und Lana und zwischen Preßburg und Tyrnau.:17
Im Ruhrgebiet entstand seit 1787 ein etwa 30 km langes Netz von Pferdebahnen, zu deren bekanntesten Vertretern neben dem Rauendahler Schiebeweg auch die Schlebusch-Harkorter Kohlenbahn von 1829 gehört. Am 20. September 1831 fuhr in Deutschland erstmals eine Pferdebahn, auf der schon zwei Jahre später auch Personenwagen zunächst „des Vergnügens wegen“ zur Verfügung standen. Damals fand jenes Ereignis statt, welches Friedrich Harkort in seinem 1833 erschienenen Buch „Die Eisenbahn von Minden nach Köln“ so kommentierte: „Im Deilthal entstand jene Eisenbahn, welcher die Ehre zu Theil wurde, den Namen Seiner Königlichen Hoheit des Prinzen Wilhelm von Preußen führen zu dürfen.“ Die Strecke der Prinz-Wilhelm-Eisenbahn (PWE) war eine preußische Meile lang (ca. 7,5 km) und fuhr von Hinsbeck an der Ruhr (heute Essen-Kupferdreh) bis Nierenhof (heute Velbert-Langenberg). Sie war die erste Eisenbahn-Aktiengesellschaft auf deutschem Boden und wurde die ersten 13 Jahre ausschließlich mit Pferdekraft betrieben.

### Erste maschinelle Antriebe

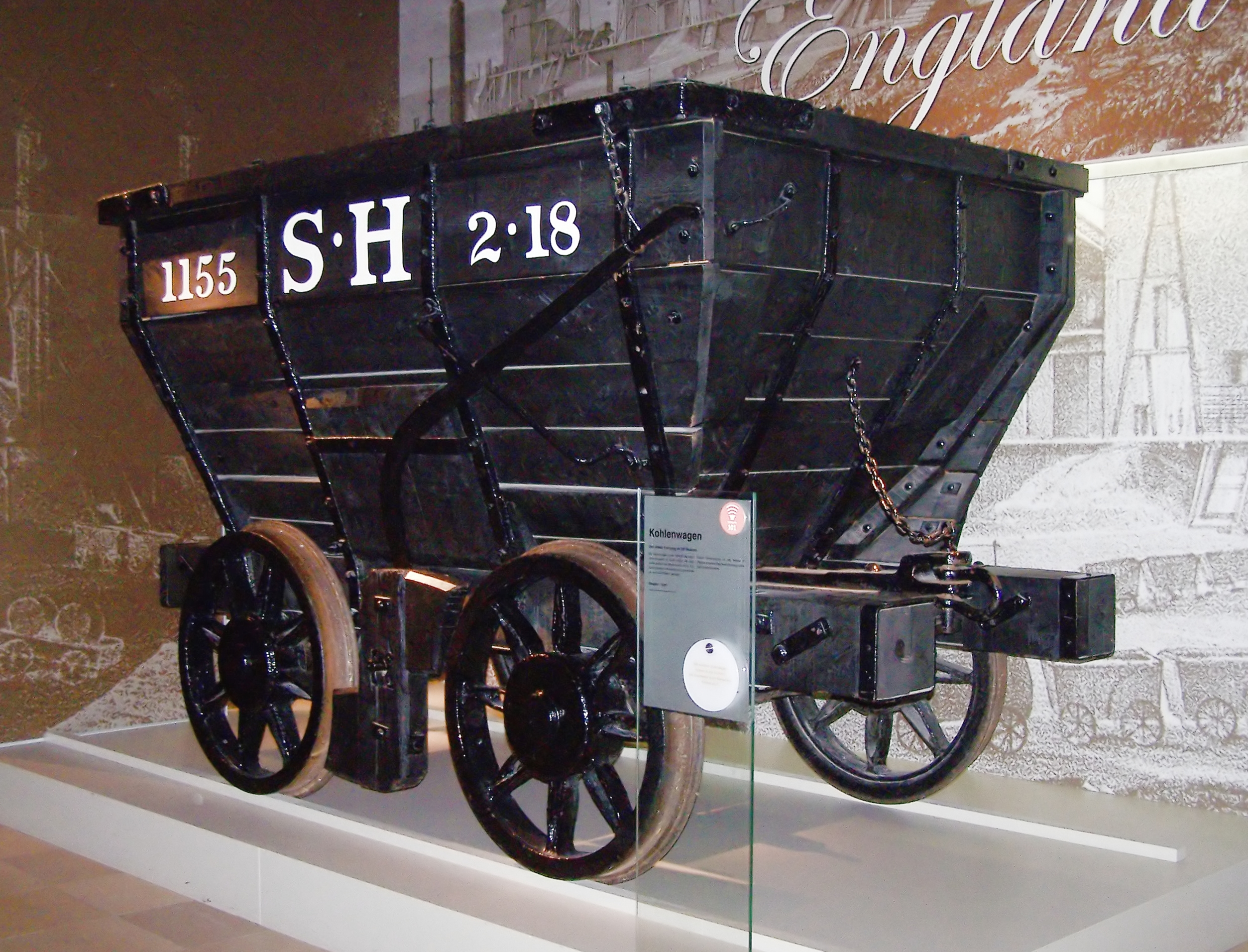
Kohlewagen von 1829 des englischen Kohlebergwerks in South Hetton, ältestes erhaltenes Eisenbahnfahrzeug außerhalb Großbritanniens im Verkehrsmuseum Nürnberg

England und Schottland waren wegen ihrer Vorreiterrolle in der Industrialisierung des späten 18. und frühen 19. Jahrhunderts nicht nur die Länder, in denen die ersten Schritte in der Anlage eiserner Schienenwege, sondern auch in der neuzeitlichen Nutzung der Dampfkraft vollzogen wurden und folglich auch die weltweit ersten dampfbetriebenen Eisenbahnen in Betrieb gingen, allerdings später auch mit die ersten elektrisch betriebenen Schienenfahrzeuge gebaut wurden. Mit der Erfindung der Dampfmaschine durch Thomas Newcomen um 1712 und ihrer Weiterentwicklung durch James Watt und Richard Trevithick ergaben sich bald Versuche, diese auch zum Antrieb von Fahrzeugen zu nutzen. Erste Maschinenantriebe für die Grubenbahnen waren ortsfest und trieben Seilzugvorrichtungen an.

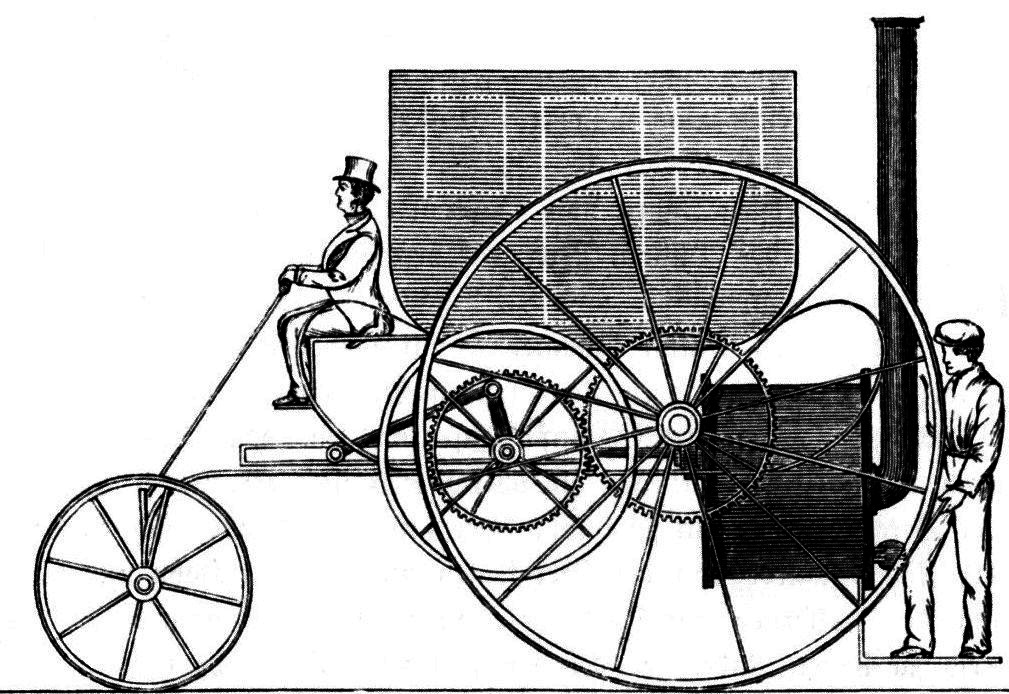
Zeitgenössische Zeichnung von Trevithicks Dampfwagen

Der für James Watts Firma arbeitende Techniker William Murdoch baute 1784 eine kleine fahrbare Dampfmaschine von der Größe eines Spielzeugs, bei der ein nur 51 Millimeter Hub bietender Zylinder einen Kolben von 19 Millimeter Durchmesser antrieb. 1794 baute der US-amerikanische Erfinder John Fitch ein Modell für eine Dampflokomotive auf Schienen. Bereits 1769 gelang es Nicholas Cugnot und 1801 und 1803 auch Richard Trevithick, jeweils einen „Dampfwagen“ in nutzbarer Größe zu bauen, der mit eigenem Antrieb auf der Straße fahren konnte. Trevithick baute bald darauf im Jahr 1804 eine selbstfahrende Zugmaschine für die Bergwerks-Schienenbahn in Merthyr Tydfil in Südwales – die Dampflokomotive war damit geboren. In einem Brief berichtet Trevithick von der ersten Fahrt am 13. Februar 1804, bei der die Maschine fünf Wagen mit zehn Tonnen Fracht und zusätzlich 70 Personen in vier Stunden und fünf Minuten über die 15 km lange Strecke gezogen haben soll.:18 Trotz dieses Erfolges wurde sie jedoch bald darauf wieder von den Gleisen genommen und, wie ursprünglich vorgesehen, als Walzwerkantrieb verwendet. Richard Trevithick kann für sich in Anspruch nehmen, die ersten Fahrzeuge geschaffen zu haben, die mit Dampfkraft eine nutzbare Fahrleistung erbrachten.
Trevithicks Maschine lief noch auf Rädern ohne Spurkränze. Die Spurführung wurde, wie bei den damaligen Wagonway-Konstruktionen üblich, durch Flanken an der Innenseite der Schienen gewährleistet. Da die verwendeten gusseisernen Schienen oft zerbrachen, war der Einsatz dieser ersten Dampflokomotive nur von begrenztem Nutzen. Die Entwicklung und Produktion der geschmiedeten bzw. gewalzten Stahlschiene war daher eine weitere Vorbedingung, welche die Weiterentwicklung und Verbreitung der Eisenbahn ermöglichte.
Die Koalitionskriege führten unter anderem auch zu einem dramatischen Anstieg der Preise für Futtermittel. Dies machte die Lokomotive als Transportmittel wirtschaftlich, wenn man sie perfektionieren konnte. In jenen Jahren gab es weitere mehr oder minder erfolgreiche Entwicklungsversuche von Timothy Hackworth ab 1808, John Blenkinsop 1812, William Hedley 1813 und George Stephenson, der 1814 seine erste Bergwerkslokomotive für die Killingworth-Kohlengrube, die Blücher, baute. Da man den noch leichten Lokomotiven nicht zutraute, Lasten alleine durch die Reibung zwischen Rad und Schiene befördern zu können, wurde vorerst auf Hilfsmittel gesetzt. So baute John Blenkinsop 1812 die ersten Zahnradlokomotiven. Unter der Leitung von William Hedley wurden in der Kohlengrube Wylam Collery jedoch seit 1814/15 mit Puffing Billy, Wylam Dilly und Lady Mary auch die ersten wirklich brauchbaren Adhäsionslokomotiven eingesetzt, die dann 40 Jahre lang in Betrieb waren.

### Erste öffentliche Bahnen mit maschinellem Betrieb
Bei der Entwicklung und umfassenden Einführung der Dampfeisenbahn spielte im Folgenden jedoch der aus dem Nordosten Englands stammende Ingenieur George Stephenson eine entscheidende Rolle. Seine Entwürfe verbesserten die Vorarbeiten früherer Eisenbahningenieure beträchtlich. Als 1821 Edward Pease die parlamentarische Genehmigung für den Bau einer pferdebetriebenen „tramroad“ zwischen Stockton und Darlington im Nordosten Englands bekam, schlug Stephenson diesem vor, die Bahn mit eisernen Schienen als „Railway“ zu bauen. Eine erste Strecke dieser „Stockton and Darlington Railway“ von neun Meilen wurde am 27. September 1825 mit der Fahrt der von Stephenson gebauten Lokomotive „Nr. 1“ eröffnet. Weltweit wurden hier zum ersten Mal mit einer Lokomotive auch Personen befördert, wenn auch im späteren Regelbetrieb zumeist noch mit Pferdekraft. Die Spurweite der Strecke betrug 1435 mm; sie wurde in der Folge zum Standard bei den meisten Eisenbahnen der Welt, da in Europa wie in Nordamerika zahlreiche Eisenbahnen ihren Betrieb mit Lokomotiven von Stephenson begannen. Hier gab es auch das erste Todesopfer im maschinell geführten Eisenbahnbetrieb zu beklagen, als die später „Locomotion“ genannte „Nr. 1“ am 1. Juli 1828 explodierte und den Maschinisten John Cree tötete.
Die Geschichte der Stockton and Darlington Railway ist gut dokumentiert und bietet viele Einblicke in die damaligen Begleitumstände des Eisenbahnbaues. Mit der Stockton and Darlington Railway wurde das vorher übliche Prinzip des Wagonway (glatte Räder ohne Spurkränze und Schienen mit innenliegenden Führungsflanken) zugunsten der heute üblichen „Railway“ verlassen. Das Prinzip des Wagonway kam erst in jüngster Vergangenheit mit dem Spurbus wieder zurück, inzwischen allerdings mit außenliegenden Spurführungsflanken und zusätzlichen Führungsrollen perfektioniert.
Angeregt durch den Erfolg der Stockton and Darlington Railway, wurde eine nächste öffentliche Strecke 1830 zwischen der Hafenstadt Liverpool und der Textilindustriestadt Manchester eröffnet. Als erste Lokomotive entschied man sich für The Rocket, die das berühmte Rennen von Rainhill gewonnen hatte. Die Höchstgeschwindigkeit der Rocket betrug 48 km/h. Völlig neuartig war ein ab 1840 nach Fahrplan geführter Personen- und Güterverkehr. Auch hier war wieder (nach weiteren zwischenzeitlichen Kesselzerknallen verschiedener Lokomotiven, bei denen Maschinisten oder Heizer zu Schaden kamen) ein Todesopfer zu beklagen: Der Parlamentsabgeordnete William Huskisson wurde von der Rocket überrollt und verstarb. Dies war der erste tödliche Eisenbahnunfall mit einem prominenten Todesopfer. Die Investoren der Bahngesellschaft waren hauptsächlich am Gütertransport interessiert, entdeckten jedoch nach der Eröffnung am 15. September 1830 zu ihrer Verwunderung, dass der Reisezugverkehr ähnlich einträglich war. Der Erfolg der Linie beeinflusste die Entwicklung der Eisenbahn auf Großbritannien und im Ausland nachhaltig. Die Gesellschaft richtete zahlreiche Veranstaltungen für Interessenten weiterer Eisenbahnprojekte aus, außerdem sammelten viele Eisenbahner ihre ersten Erfahrungen auf der Strecke.
Die ersten Eisenbahnen waren alle nicht lang, verbanden in der Regel Bergwerke oder im Falle der 56 Kilometer langen Liverpool and Manchester Railway eine Stadt mit einem nahe gelegenen Hafen. Die erste dampfbetriebene Fernbahn in Europa war (nach der ersten pferdebetriebenen zwischen Budweis und Linz) die gut 82 Meilen (132 km) lange Grand Junction Railway in Mittelengland, fahrplanmäßig in Betrieb ab 4. Juli 1837. Die südlich anschließende Strecke London–Birmingham hätte eigentlich gleichzeitig fertig werden sollen, konnte aber wegen technischer Probleme bei der Trassierung erst am 17. September 1838 vollständig eröffnet werden.

## Frühe Ausbreitung nach Nordamerika
Nach der Eröffnung der Bahn von Stockton nach Darlington in England mit einer Dampflokomotive begann man sich auch in den USA dafür zu interessieren. Ähnlich wie später auf dem europäischen Kontinent, beherrschten auch hier die Engländer mit ihrer langjährigen Erfahrung zunächst den Markt. Insgesamt 114 englische Lokomotiven wurden in die USA exportiert.
Als die erste in den USA betriebene Lokomotive gilt die 1828 in England gebaute Stourbridge Lion, die ihre erste Fahrt auf amerikanischem Boden am 8. August 1829 durchführte. Mit ihr wurden zwei weitere Maschinen des gleichen Fabrikanten Foster, Rastrick and Company sowie bereits zwei Monate früher die Pride of Newcastle aus der Werkstatt von Robert Stephenson, Sohn des Erfinders der Lokomotive, sämtlich für die Delaware & Hudson Canal Company geliefert. Als die ersten und beide im Jahr 1830 ausschließlich in den USA gefertigten Dampflokomotiven gelten die in New York gebaute Best Friend of Charleston und die von Peter Coopers Canton Iron Works (Canton-Eisenwerk) bei Baltimore gebaute Tom Thumb.
Am 24. Mai 1830 eröffnete die Baltimore & Ohio Railroad zwischen Baltimore und Ellicott’s Mills mit der Tom Thumb den Betrieb. Erwartungsgemäß gewann sie das im selben Jahr stattfindende Rennen gegen ein Pferdegespann. Ein Jahr später, am 15. Januar 1831, nahm die South Carolina Canal and Railroad mit der Best Friend of Charleston den Betrieb auf. Dass sie bereits im Juni 1831, wie zuvor schon viele der ersten Maschinen in England, bei einem Kesselzerknall zerstört wurde, bleibt eine Fußnote der Geschichte. 1831 gründete Matthias William Baldwin in Philadelphia die Baldwin Locomotive Works, die sich bis 1945 zum weltweit größten Dampflokomotiven-Hersteller entwickelten. Vom späteren Standort Eddystone (Pennsylvania) lieferte Baldwin Lokomotiven jeder Größe auch an Bahngesellschaften in England, Frankreich, Indien und Ägypten. Die nächstgrößten Dampflokomotivproduzenten der USA waren die in der American Locomotive Company (ALCO) zusammengeschlossenen Hersteller und die LIMA Locomotive Works, mit denen 1950 ein Zusammenschluss zur Baldwin-Lima-Hamilton Corporation erfolgte. Der Versuch dieses Firmenzusammenschlusses, sich in der Produktion der ab 1930 zunehmend verbreiteten Diesellokomotiven zu etablieren, war hingegen nicht erfolgreich. Mit dem Ende der Dampflokomotiv-Ära endete auch die Geschichte von Baldwin, LIMA und ALCO im Jahre 1956.

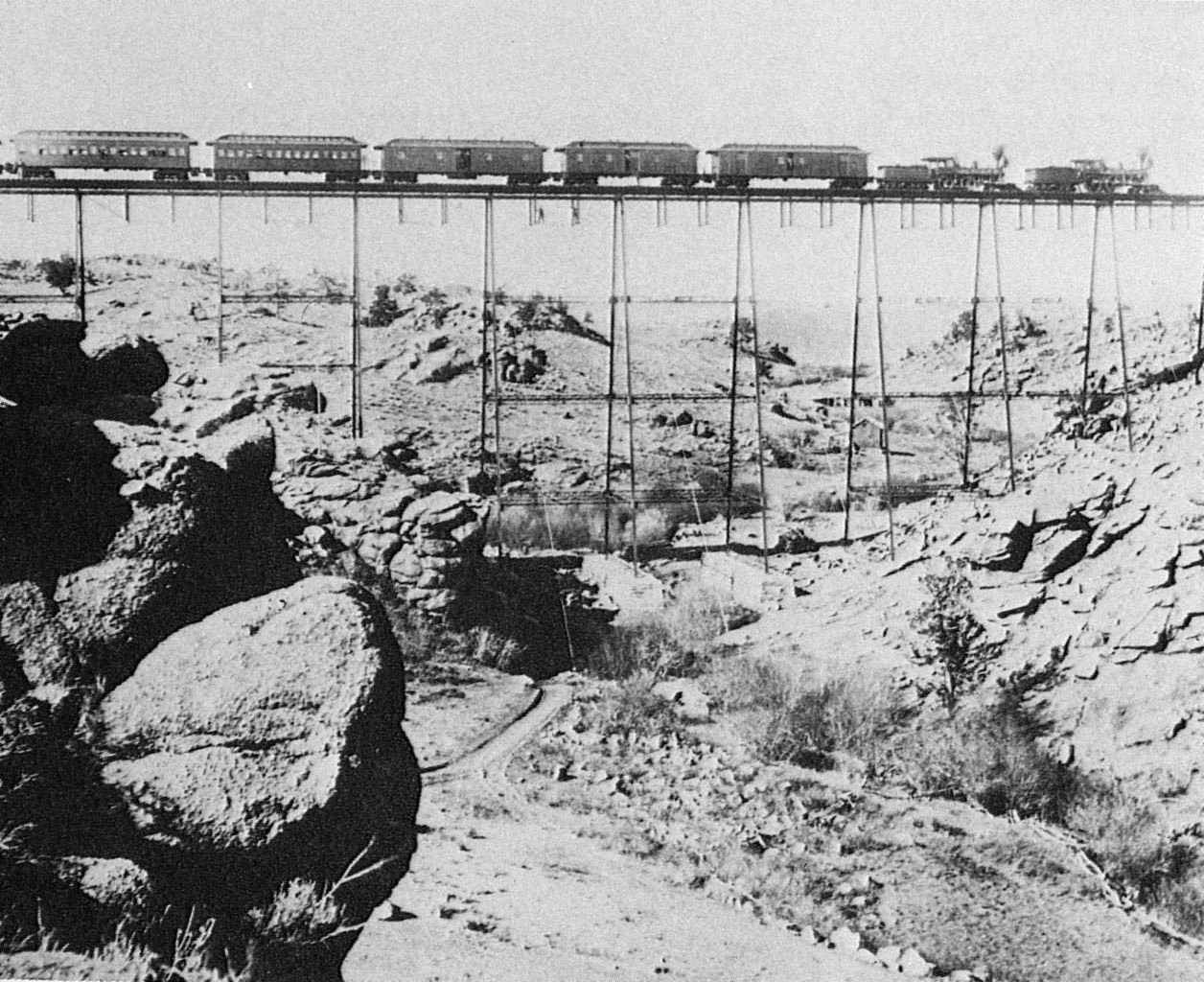
„Eroberung“ des Westens, um 1860

Der Ausbau des Bahnnetzes in den USA ließ schon bald das Mutterland des Bahnbaues hinter sich. Bereits 1833 betrieb die South Carolina Canal and Railroad zwischen Charleston und Hamburg die mit 219 Kilometern seinerzeit weltweit längste Bahnstrecke und am 10. Mai 1869 konnte mit dem Nagelschlag bei Promontory Summit die erste transkontinentale Verbindung zwischen der Ost- und der Westküste eröffnet werden. Die Streckenlänge von New York nach San Francisco betrug 5.319 Kilometer.
In Kanada schritt die Entwicklung schleppender voran. 1836 wurde zwar mit der Champlain and St. Lawrence Railroad bei Montréal eine erste Eisenbahn eröffnet, doch konnte erst mit dem Guarantee Act von 1849 der Bahnbau stark vorangetrieben werden. Im Gegensatz zu seinem südlichen Nachbarn USA, die den Bahnbau in Hinblick auf die „Eroberung des Westens“ vorantrieben, stellte er für Kanada eine Frage der nationalen Einheit dar. 1885 eröffnete die Canadian Pacific Railway die erste kanadische Transkontinentalbahn.

## Ausbreitung nach Kontinentaleuropa ab 1835
| Streckenlänge nach europäischen Ländern, Anfang 1885 | Streckenlänge nach europäischen Ländern, Anfang 1885 | Streckenlänge nach europäischen Ländern, Anfang 1885 | Streckenlänge nach europäischen Ländern, Anfang 1885 | Streckenlänge nach europäischen Ländern, Anfang 1885 |
| ---------------------------------------------------- | ---------------------------------------------------- | ---------------------------------------------------- | ---------------------------------------------------- | ---------------------------------------------------- |
| Land                                                 |                                                      |                                                      | Ausdehnung                                           | (in km)                                              |
| Deutschland                                          | Deutschland                                          |                                                      | 39.141                                               | 39.141                                               |
| Großbritannien                                       | Großbritannien                                       |                                                      | 30.358                                               | 30.358                                               |
| Frankreich                                           | Frankreich                                           |                                                      | 29.607                                               | 29.607                                               |
| Russland                                             | Russland                                             |                                                      | 25.241                                               | 25.241                                               |
| Österreich-Ungarn                                    | Österreich-Ungarn                                    |                                                      | 21.786                                               | 21.786                                               |
| Italien                                              | Italien                                              |                                                      | 9.666                                                | 9.666                                                |
| Spanien                                              | Spanien                                              |                                                      | 8.387                                                | 8.387                                                |
| Schweden                                             | Schweden                                             |                                                      | 6.600                                                | 6.600                                                |
| Belgien                                              | Belgien                                              |                                                      | 4.366                                                | 4.366                                                |
| Schweiz                                              | Schweiz                                              |                                                      | 2.960                                                | 2.960                                                |
| Niederlande                                          | Niederlande                                          |                                                      | 2.189                                                | 2.189                                                |
| Dänemark                                             | Dänemark                                             |                                                      | 1.886                                                | 1.886                                                |
| Türkei                                               | Türkei                                               |                                                      | 1.656                                                | 1.656                                                |
| Norwegen                                             | Norwegen                                             |                                                      | 1.562                                                | 1.562                                                |
| Portugal                                             | Portugal                                             |                                                      | 1.527                                                | 1.527                                                |
| Rumänien                                             | Rumänien                                             |                                                      | 1.458                                                | 1.458                                                |
| Finnland                                             | Finnland                                             |                                                      | 1.324                                                | 1.324                                                |
| Serbien                                              | Serbien                                              |                                                      | 245                                                  | 245                                                  |
| Griechenland                                         | Griechenland                                         |                                                      | 175                                                  | 175                                                  |
| Europa gesamt: 190.134                               |                                                      |                                                      |                                                      |                                                      |

### Belgien
Nach England und Frankreich war Belgien das dritte europäische Land, das eine ausschließlich dampfbetriebene Eisenbahnlinie eröffnete. In Belgien erfolgte – noch stärker als England – die Industrialisierung durch Kohle und Stahl. Ein begünstigender Faktor war auch die hohe Bevölkerungsdichte in Belgien. Leopold I., König von 1831 bis 1865, veranlasste den Bau der ersten rein dampfbetriebenen Bahnstrecke auf dem europäischen Kontinent; sie verband Brüssel und Mechelen und wurde am 5. Mai 1835 eröffnet. Auch wegen der Trennung von den Niederlanden brauchte Belgien mehr eigene Verkehrswege. Belgien war das erste Land, das den Bau von Eisenbahnstrecken staatlich förderte. Es hat neben der Schweiz und der Tschechischen Republik eines der dichtesten Eisenbahnnetze der Welt. Der frühzeitige Ausbau des belgischen Eisenbahnnetzes strahlte auch auf Westdeutschland und Nordfrankreich aus und trug mit dazu bei, dass die erste durchgehende Schienenverbindung zwischen Paris und Köln 1846 zustande kam, früher als die meisten Fernverbindungen innerhalb des Deutschen Bundes und innerhalb Frankreichs (Details hier).
Im Gegensatz zu dem von Kohle- und Stahlindustrie geprägten südlichen Nachbarn Belgien hatte für die Niederlande mit ihrem gut ausgebauten Wasserwegenetz die Eisenbahn zunächst wenig Bedeutung. Die am 20. September 1839 eröffnete Bahnstrecke Amsterdam–Haarlem war noch in Breitspur ausgeführt und konnte den parallel verlaufenden Kanälen nur wenig Paroli bieten. Die Forcierung des Bahnbaus begann erst, als die belgischen Häfen durch ihren Bahnanschluss den Handel aus Deutschland an sich ziehen konnten und den niederländischen Häfen einen Wettbewerbsnachteil bescherten.

### Staaten im Deutschen Bund

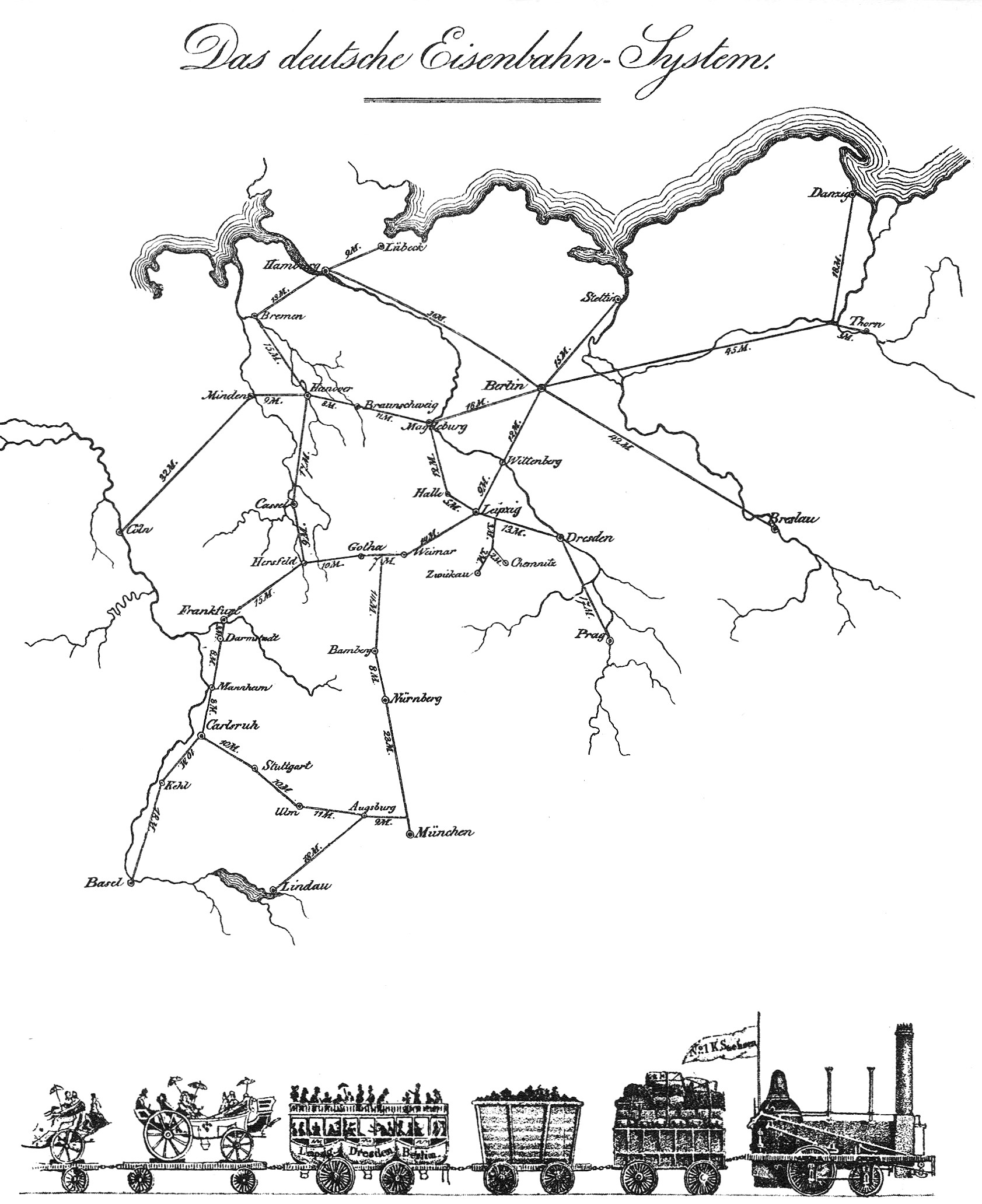
Entwurf eines Eisenbahnnetzes für Deutschland von Friedrich List

Für Deutschland begann das Eisenbahnzeitalter, sieht man von den erfolglosen Dampfwagen der Königlichen Eisengießerei Berlin von 1816 und 1817 und den hauptsächlich als Kohlebahnen angelegten Pferdebahnen ab, am 7. Dezember 1835. An jenem Tag feierte man mit der Eröffnung der Ludwigs-Eisenbahn zwischen Nürnberg und Fürth die Geburtsstunde der deutschen Eisenbahn. Da die Kohlenbeschaffung bis zur Eröffnung der Bahnstrecke Leipzig–Hof (Sächsisch-Bayerische Eisenbahn) 1851 noch sehr kostspielig war – die Kohle zum Betrieb der Adler wurde aus Zwickau herangeschafft – wurde auch diese sechs Kilometer lange Strecke noch überwiegend als Pferdebahn betrieben. 75 % der Zugfahrten wurden noch mit Pferden als Zugtiere durchgeführt, nur 25 % von Dampflokomotiven gezogen. Die erste ausschließlich dampfbetriebene deutsche Eisenbahn war die am 24. April 1837 eröffnete Strecke Leipzig–Althen der Leipzig-Dresdner Eisenbahn. In den folgenden fünfzehn Jahren wurde systematisch die Grundlage für das heutige Streckennetz geschaffen, wobei als Vorlage der Streckenplan von Friedrich List zur Anwendung kam.
Um Aktionäre und Kämmerer nicht zu lange auf erste Erträge ihrer immensen Investitionen warten zu lassen, wurden mehrere Strecken eröffnet, sobald das erste Streckengleis betriebsbereit war, obwohl diese Fernstrecken von Anfang an zweigleisig geplant waren und man auch Brücken und Tunnel für zwei Gleise gebaut hatte.

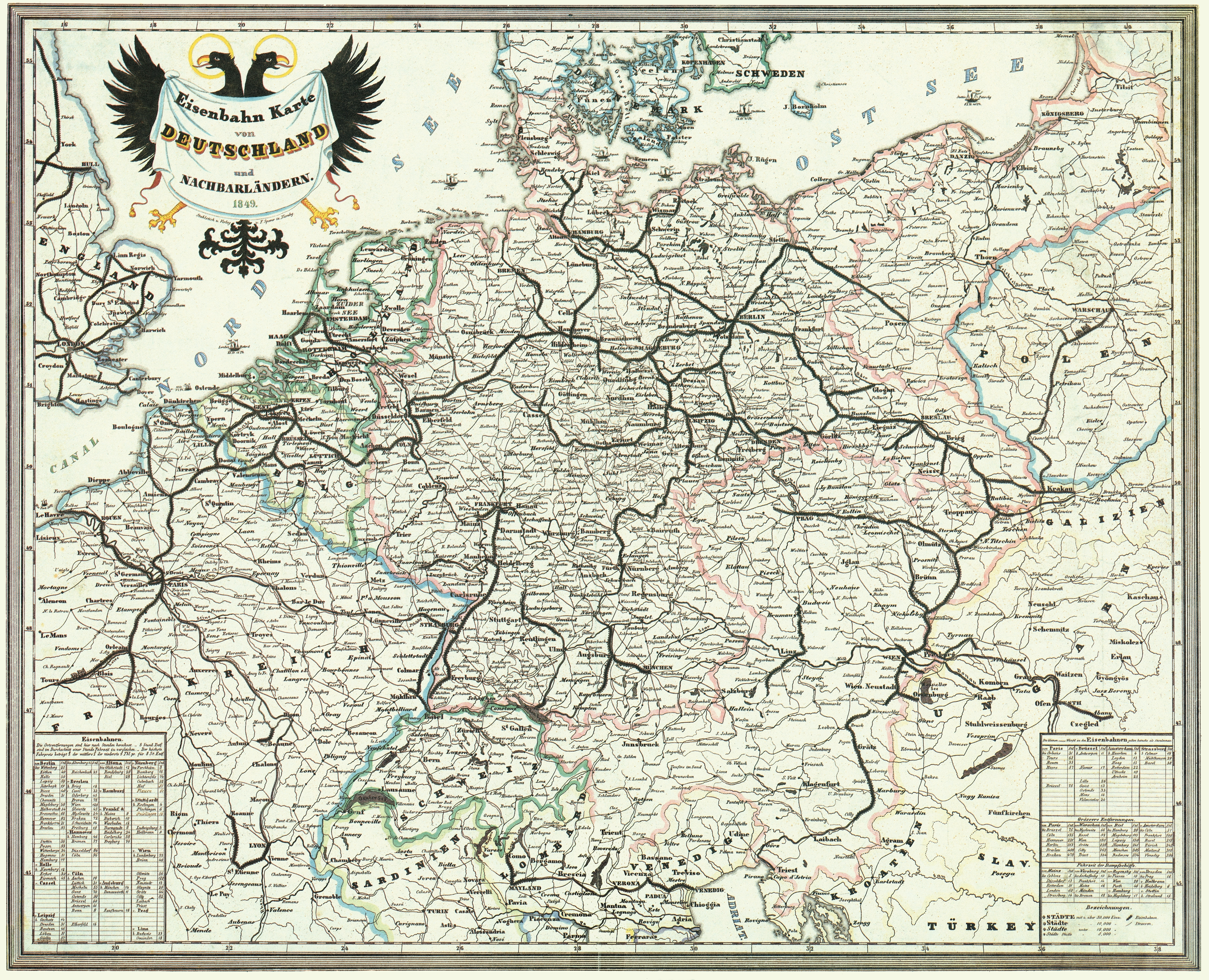
Strecken 1849
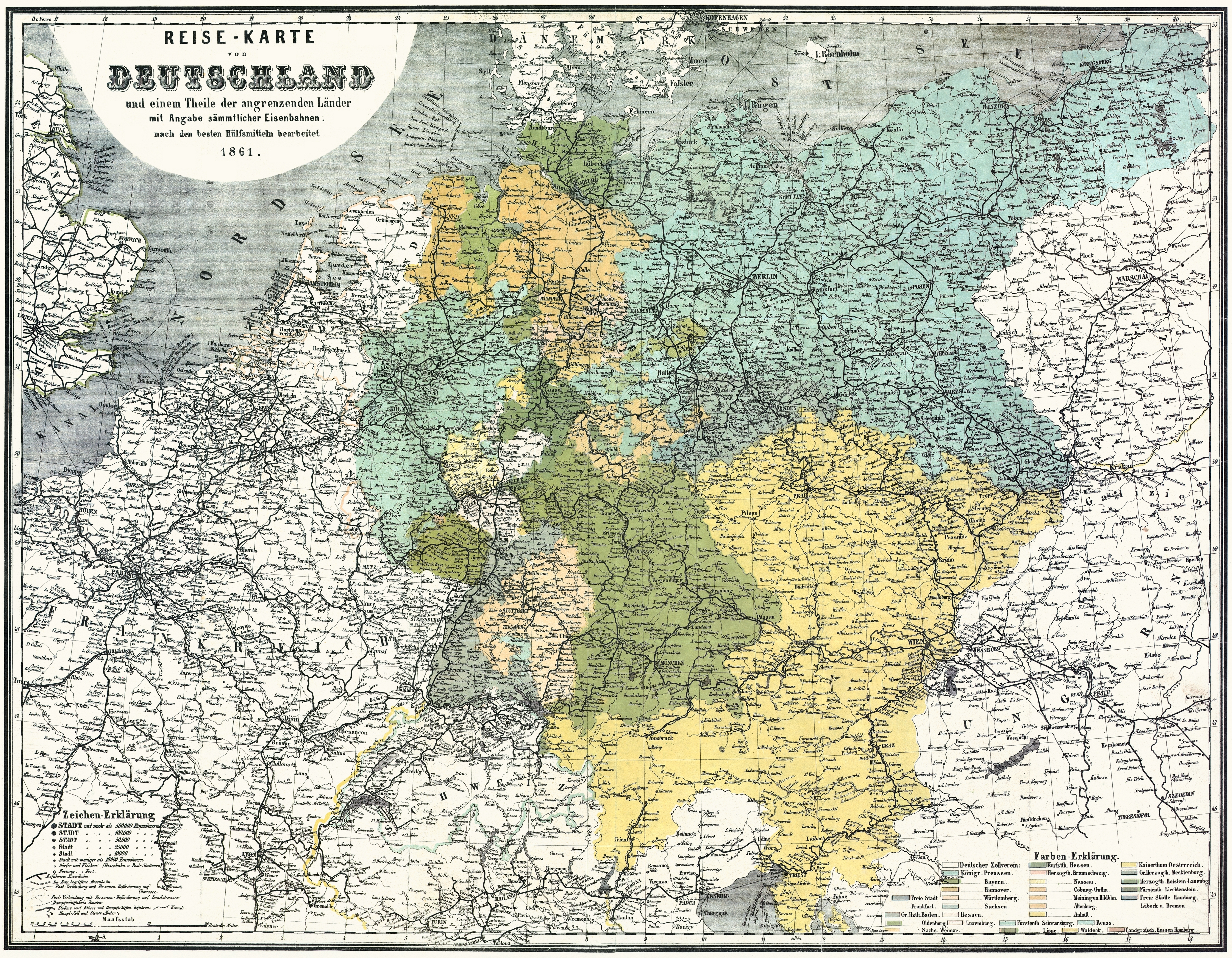
Strecken 1861
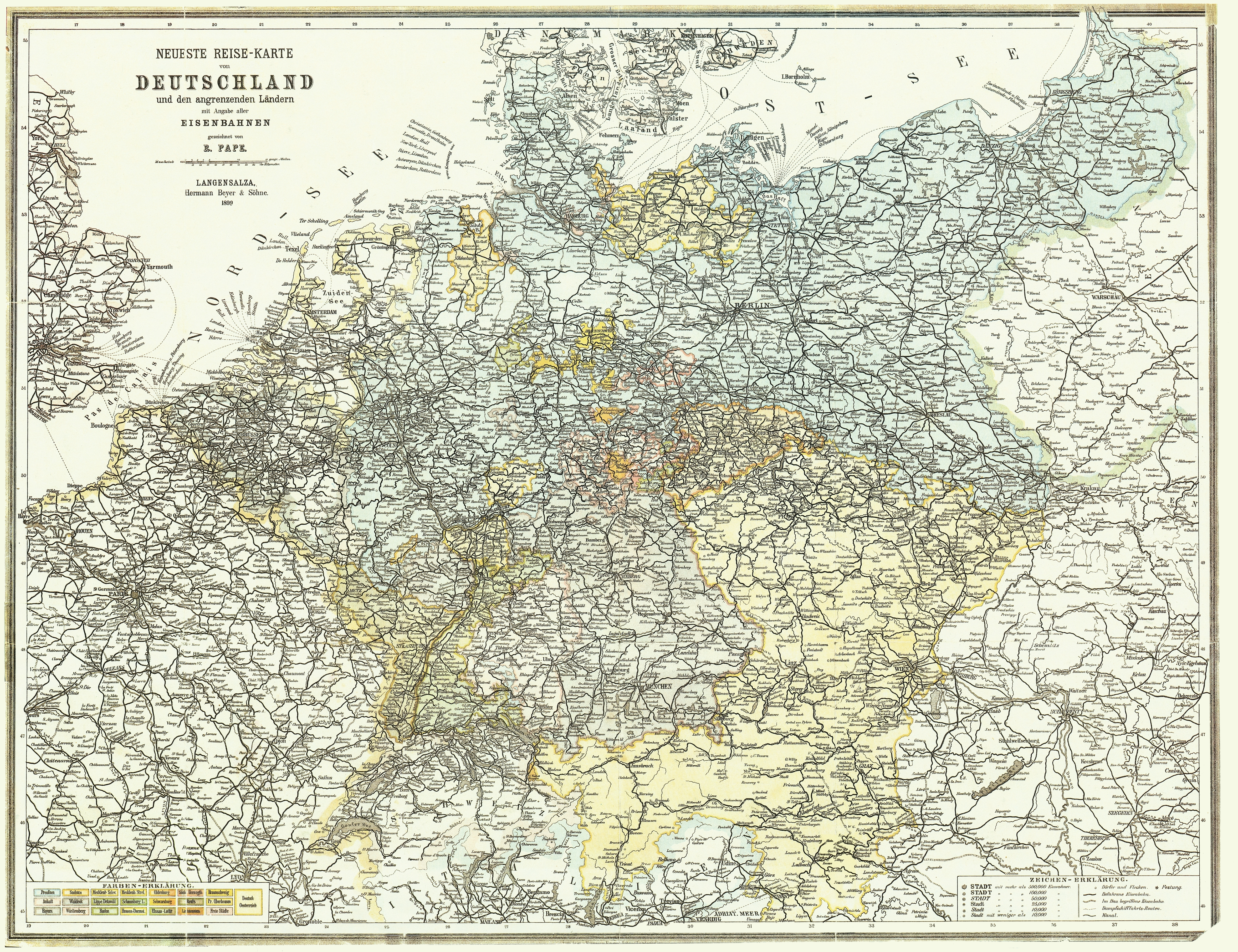
Strecken 1899

Die erste Dampfbahn im Habsburgerreich fuhr 1837 zwischen Floridsdorf (heute Wien) und Deutsch-Wagram. Sie war Teil der Kaiser-Ferdinands-Nordbahn nach Österreichisch-Schlesien, die am 7. Juli 1839 zunächst bis Brünn fertiggestellt werden konnte, knapp drei Monate nach Eröffnung der ersten deutschen Fernbahn Leipzig–Dresden. Die Donaumonarchie tätigte auch wegweisende Arbeiten im Gebirgsstreckenbau. So konnte am 17. Juli 1854 mit der Semmeringbahn die erste Gebirgsbahn der Welt eröffnet werden, zu einem Zeitpunkt, an dem im Nachbarland Schweiz noch an der Erschließung des Mittellandes gearbeitet wurde.
Bei der Finanzierung der ersten von Wien aus gebauten Hauptstrecken traten zwei reiche Bankiers hervor, der in Frankfurt am Main geborene Salomon Rothschild und der in Niš unter osmanischer Herrschaft geborene Grieche Georg Simon Freiherr von Sina. Bei der Schaffung der Bahnverbindung zwischen Wien und Budapest kam es zu einem langwierigen Planungskonflikt zwischen österreichischen Behörden, die eine Strecke südlich der Donau konzessioniert hatten, und ungarischen Behörden, die zuerst eine Strecke über Ungarns zweite Hauptstadt Pozsony (Bratislava, Pressburg) gebaut haben wollten – und bekamen.

### Frankreich
Der Eisenbahnbau in Frankreich begann im Kohlerevier um Saint-Étienne mit drei zusammenhängenden aber von verschiedenen Gesellschaften betriebenen Strecken, alle bereits nach englischem Vorbild in Normalspurweite gebaut. Als erstes wurde 1827 auf 18 km die Bahnstrecke Saint-Étienne–Andrézieux eröffnet, die zunächst nur dem Abtransport von Kohle diente und bis 1844 eine Pferdebahn blieb. Es folgte 1827 bis 1832 der Bau der Bahnstrecke Saint-Étienne–Lyon, auf der schon ab 1829 versuchsweise und ab 1831 im Zugbetrieb Dampfloks eingesetzt wurden, gebaut von dem Ingenieur Marc Seguin. 1831 begann hier auch, jedoch mit Pferdekraft, die reguläre Personenbeförderung. Auf der 1832/33 eröffneten dritten Strecke, Roanne–Andrézieux wurden von Anfang an Güterzüge von englischen Dampflokomotiven gezogen.
Die erste Eisenbahnstrecke in der Ile-de-France und gleichzeitig die erste ausschließlich dem Personenverkehr vorbehaltene Eisenbahnstrecke Frankreichs war die 1837 eröffnete (Vorort-)Strecke Paris–Le Pecq. Am 26. August wurden die ersten Passagiere auf dieser Eisenbahnlinie befördert. Erst 10 Jahre später wurde die Verlängerung bis Saint-Germain-en-Laye in Betrieb genommen (Streckennummer 975 000). Wegen des steilen Anstiegs bis Saint-Germain-en-Laye setzte man bis 1860 eine atmosphärische Eisenbahn ein.
Nachdem in den ersten Jahren der Eisenbahnbau in Frankreich unter anderem wegen starker öffentlicher Vorbehalte in den betroffenen Gebieten nur zögerlich in Gang gekommen war, wurde am 11. Juni 1842 ein Gesetz verabschiedet, um die Erschließung des ganzen Landes durch einen Stern von Hauptstrecken zu forcieren. Das Gesetz begünstigte das Zusammenwirken des Staats mit dem Privatkapital, da sich Letzteres allein zum Ausbau des Netzes nicht als ausreichend erwies. Die Formen der Staatsunterstützung waren mannigfaltiger Art: Zuschüsse in Geld oder in Form von Grund und Boden (bis 1884 insgesamt mehr als 1½ Milliarden Franc), Zinsgarantie-Zuschüsse (infolge des Gesetzes vom 11. Juni 1859), welche einschließlich der Zuschüsse für die algerischen Bahnen bis 1883 den Gesamtbetrag von 700 Millionen Francs erreichten, Begünstigung der Fusionen, lange Konzessionsdauer und milde Handhabung des staatlichen Beaufsichtigungsrechts. Die Gesamtlänge des französischen Eisenbahnnetzes lag Anfang 1885 bei über 30.000 km.

### Schweiz
Die Schweiz, heute oft als „Bahnland Nr. 1“ bezeichnet, blieb bis 1847 von der stürmischen Entwicklung in seinen Nachbarländern isoliert, da die Schweiz damals einerseits als das Armenhaus Westeuropas galt und somit Geldmittel fehlten und andererseits kriegerische Auseinandersetzungen (Sonderbundskrieg) die Entwicklung verhinderten. Zwar gab es 1844 in Basel bereits einen Bahnhof, dieser war jedoch nur Endpunkt der französischen Strecke aus Straßburg. Erst 1847 wurde mit der Spanisch-Brötli-Bahn von Zürich nach Baden eine erste eidgenössische Strecke eröffnet. 1882 holte die Schweiz mit der Eröffnung der Gotthardbahn den österreichischen Vorsprung auf. Mit einer Länge von 15.003 Metern war der Gotthardtunnel für damalige Verhältnisse ein bemerkenswertes Bauwerk.
Mit 5.177 Kilometern auf einer Fläche von 41.285 km² hat die Schweiz beim Stand von 2015, abgesehen von den Stadtstaaten Monaco und Vatikanstaat, das dichteste Eisenbahnnetz der Welt.

### Polen
Als erste heute polnische Bahnstrecke im damals noch nicht Polen zuzurechnenden Schlesien wurde am 1. April 1842 das Teilstück Breslau (Wrocław)–Ohlau (Oława) der Oberschlesischen Eisenbahn eröffnet, als zweite – damals ebenfalls noch nicht Polen zuzurechnen – am 15. August 1843 die Berlin-Stettiner Eisenbahn.
Im November 1843 eröffnete im russischen Teil Polens die auf polnische Initiative als Aktiengesellschaft gegründete und am 4. Juli 1843 von der Regierung Kongresspolens übernommene Warschau-Wiener Eisenbahn ihr erstes Teilstück zwischen Warschau und Pruszków. Obwohl im russischen Reich gelegen, hatte die Strecke von Warschau bis zur russisch-österreichischen Grenze europäische Normalspur von 1435 mm.

### Südeuropa
Die erste maschinell betriebene Eisenbahn in Südeuropa nahm 1839 ihren Betrieb auf der später zu Italien gehörenden Bahnstrecke Neapel–Portici auf. Aus Privat- und Staatsbahnen der italienischen Kleinstaaten entstanden nach der Vereinigung zum Königreich Italien 1861 in wechselvoller Geschichte mehrere regionale Zusammenschlüsse von Bahnen mit wechselnder privater und staatlicher Führung, die 1905 per Gesetz zur Ferrovie dello Stato zusammengefasst wurden. Diese Gesellschaft wurde ihrerseits wieder im Jahr 2000 in eine Reihe von Tochtergesellschaften für einzelne Betriebsparten aufgeteilt.

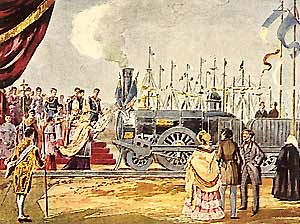
1856: Eröffnung der ersten Eisenbahnlinie in Portugal

Die Iberische Halbinsel spielt in der Geschichte der Eisenbahn eine Sonderrolle. Aus militärischen Überlegungen wurde das Eisenbahnnetz in Portugal und Spanien mit eigenen, von lokalen Maßeinheiten abgeleiteten Spurweiten, der spanischen oder kastilischen (1674 mm) und portugiesischen Breitspur (1665 mm) angelegt. Dies erwies sich in der Folge als Fehlentscheidung, weil beim grenzüberschreitenden Verkehr mit dem europäischen Regelspurnetz aufwändig umgeladen werden musste. Umspuranlagen an der Grenze zwischen Frankreich und Spanien entstanden verhältnismäßig spät nach dem Zweiten Weltkrieg. Der vergleichsweise geringe Unterschied zwischen Portugal und Spanien ermöglichte früh durchgehende Verkehre, zur Vereinfachung wurden beide Spurweiten ebenfalls nach dem Zweiten Weltkrieg auf das iberische Breitspur genannte Kompromissmaß von 1668 mm vereinheitlicht.
Die erste Eisenbahn auf der iberischen Halbinsel verkehrte am 28. Oktober 1848 zwischen Barcelona und Mataró; der Unternehmer Miguel Biada hatte sich von 1840 bis zu seinem Tod dafür eingesetzt. In Portugal ging am 28. Oktober 1856 die erste Strecke (zwischen Lissabon und Carregado) in Betrieb.
Die 1992 eröffnete Schnellfahrstrecke Madrid–Sevilla ist erste spanische Eisenbahnmagistrale, die in europäischer Regelspur gebaut wurde. Neben einer günstigereren Fahrzeugbeschaffung war von Anfang an die Möglichkeit durchgehender Verkehre der Hauptgrund für diese Entscheidung. Das gesamte, seitdem entstandene spanische Hochgeschwindigkeitsnetz (13 Linien, über 2500 km Länge) wurde ebenfalls regelspurig angelegt. Nur die schon vorher günstig trassierte Strecke Barcelona–Alicante wurde unter Beibehaltung der Breitspur als Corredor Mediterráneo für Geschwindigkeiten bis 220 km/h ausgebaut.
Die erste Bahnstrecke in Griechenland wurde am 18. Februar 1869 eröffnet. Sie verbindet den Hafen von Piräus mit dem etwa 10 km entfernten Bahnhof Athen. Im 19. Jahrhundert wurden mehr Bahnkilometer im damals osmanisch beherrschten Norden des heutigen Griechenland gebaut als im Königreich Griechenland. Erst seit 1916 verbindet die Bahnstrecke Piräus–Thessaloniki die regionalen Netze und Einzelstrecken Süd- und Mittelgriechenlands mit dem im Norden gebauten Netz.
Die Jugoslawischen Eisenbahnen wurden 1918 gegründet und 2004 aufgelöst. Ihr Normalspurnetz entstand aus Teilen des österreichisch-ungarischen, des osmanischen in Mazedonien (seit 1873) und des serbischen Netzes. Die erste Strecke (Belgrad–Niš) des serbischen Netzes war 1884 eröffnet worden.

### Nordeuropa
Die ersten Bahnstrecken auf dänischem Hoheitsgebiet wurden im Herzogtum Schleswig gebaut und lagen seit dem Deutsch-Dänischen Krieg 1864 in Deutschland. Die erste Eisenbahnlinie im dänischen Kernland führte 1847 von Kopenhagen nach Roskilde. 1869 wurden im Hafen von Aarhus Rangierlokomotiven wie die Gamle Ole eingesetzt.
In Skandinavien setzte sich die Eisenbahn aus mehreren Gründen verhältnismäßig spät durch: So liegen fast alle Wirtschafts- und Bevölkerungszentren am Meer und die Bevölkerungsdichte ist in den meisten Regionen gering. Teilweise verlief der Industrialisierungsprozess in Nordeuropa anders als in West- und Mitteleuropa (Stichwort Industrialisierung der Landwirtschaft). In Schweden wurde 1850 der Bahnbau von Anfang an unter staatlicher Regie begonnen. Der erste Zug der Schwedischen Staatsbahnen (SJ) verkehrte zwischen Stockholm und Göteborg. Dass Skandinavien in der Eisenbahngeschichte eine Nachzüglerrolle spielte, zeigt sich besonders am Beispiel Norwegen. Das seit 1905 unabhängige Land konnte sein heutiges Bestandsnetz erst 1962 mit der Fertigstellung der Strecke nach Bodø vollenden. Auch in Finnland, damals noch Teil des Zarenreichs, fuhr erst 1862 zwischen Helsinki und Hämeenlinna der erste Zug. Die Fertigstellung des finnischen Eisenbahnnetzes zog sich sogar noch teilweise bis in die 1980er-Jahre hin.

### Russland
Die erste Bahnstrecke des damaligen Zarenreichs wurde am 30. Oktober 1837 zwischen Sankt Petersburg und der 23 km entfernten Zarenresidenz Zarskoje Selo eröffnet; sie hatte eine Spurweite von 1.829 mm. Die Lokomotive für diese Bahn wurde von Timothy Hackworth in England gebaut. Im Sommer 1838 wurde die zwei Kilometer lange Verlängerung bis Pawlowsk dem Verkehr übergeben. Da die Zarskoje-Selo-Bahn zur Vergnügungsstätte des Adels führte, in der unter anderen auch Johann Strauss spielte, wurde sie spöttisch auch „Bahn, die ins Wirtshaus führt“ genannt. Danach verlief die Entwicklung in Russland sehr schleppend; 1848 gab es erst 381 km Bahnstrecken.
Abgesehen von der in Normalspur ausgeführten Warschau-Wiener Eisenbahn (eröffnet 1843–1848) wurde für die weiteren russischen Bahnbauten eine Spurweite von 1.524 mm zur Norm. Zur Entstehung dieses Maßes der russischen Breitspur gibt es einige Legenden. In Wirklichkeit wurde das russische Standardmaß von einer Kommission zur Vorbereitung des Baus der Bahnstrecke Sankt Petersburg–Moskau festgelegt. Als Alternative war die 1.829-mm-Spur der Zarskoje-Selo-Bahn diskutiert worden.
Die Züge aus Westeuropa konnten daher zuerst nicht durchgehend fahren. Später wurde das Problem mit dem Austausch kompletter Radsätze oder Drehgestelle an den Grenzübergängen gelöst; auch Rollmaterial mit veränderbarer Spurweite und Umspuranlagen werden verwendet. Die Fahrgäste können im Wagen sitzen bleiben, während die Räder innerhalb weniger Minuten auf den Achsen in die neue Position verschoben werden.
Das damals zu Russland gehörende östliche Polen erhielt zunächst durch die Warschau-Wiener Eisenbahn einen normalspurigen Anschluss an das westeuropäische Schienennetz. Der Wiener Bahnhof in Warschau wurde am 14. Juni 1845 eröffnet.
Die 1851 bis 1862 gebaute Warschau-Petersburger Eisenbahn hatte dagegen eine Spurweite von 1524 mm.
Die 1891 begonnene Transsibirische Eisenbahn zwischen Moskau und Wladiwostok hatte größte Bedeutung für die Erschließung Sibiriens. Sie wurde nach 25 Jahren Bauzeit fertiggestellt und im Oktober 1916 eingeweiht. Sie ist rund 9.300 km lang und die längste Bahnstrecke der Welt.
Das nach der Oktoberrevolution entstandene Sowjetregime gründete 1922 nach dem Ende des Russischen Bürgerkriegs die Sowjetischen Eisenbahnen (SŽD). 
1984 wurde die Baikal-Amur-Magistrale (BAM) fertiggestellt. 
1991 zerfiel die Sowjetunion. In den Nachfolgestaaten der Sowjetunion wurden eigene Bahngesellschaften gegründet, die Infrastruktur und Betrieb in dem jeweiligen Nachfolgestaat übernahmen. Die größte Nachfolgegesellschaft ist die staatliche Eisenbahngesellschaft der Russischen Föderation (RŽD). Sie war bis 2002 noch nach dem Organisationsprinzip der SŽD strukturiert.

## Weltweite Ausbreitung ab 1850
Die Gesamtlänge der Eisenbahnstrecken weltweit wuchs bis ins späte 19. Jahrhundert. Im Jahr 1830 gab es erst 332 Kilometer Eisenbahnstrecken, 1849 waren es 8.591 km, 1850 38.022 Kilometer und 1860 106.886 km. Für 1870 nennt die Statistik 221.980 und für 1880 367.235 Streckenkilometer. Das folgende Diagramm veranschaulicht die Entwicklung bis 1883 graphisch:
Kilometerentwicklung

Zum Vergleich: 2013 lag die weltweite Streckenlänge bei 1.148.186 Kilometern.
Siehe auch: Liste der Länder nach Eisenbahnnetz

### Asien
Das Eisenbahnnetz in Asien hat sich wegen der hohen Unterschiede in der Bevölkerungsdichte sehr ungleichmäßig entwickelt. Die erste Eisenbahn des Kontinents verkehrte am 18. November 1852 in Indien zwischen Bombay und Thana. Indien übernahm die Spurweite von 1.676 mm für den weiteren, rasch voranschreitenden Streckenbau. 1861 fuhr im heutigen Pakistan (damals Britisch-Indien) der erste Zug, 1864 in Sri Lanka. Das Streckennetz vergrößerte sich von 1.350 km 1860 über 14.977 km 1880 auf 36.188 km im Jahre 1900. Daneben entstand ein umfangreiches Meterspurnetz; dieses wird seit den 1960er-Jahren konsequent auf die indische Breitspur (1676 mm) umgebaut.
Der Eisenbahnverkehr in China (damals Kaiserreich China) begann mit einer einen Kilometer langen 762-mm-Schmalspurbahn in Peking. Sie wurde sofort nach der Eröffnung aus Aberglauben zerstört. Am 3. Juli 1876 wurde die 14,5 km lange Wusung-Bahn in Shanghai eröffnet. Sie wurde bis zum 20. Oktober 1877 betrieben und dann abgerissen. Anfang des 20. Jahrhunderts existierten 9000 Kilometer Bahnstrecken; 1949 waren es 22.000 km. Im Juli 2006 wurde in China mit bis zu 5.000 m Höhe über Normalnull die höchste Bahnstrecke der Welt (von Beijing nach Lhasa) eröffnet.
Das Eisenbahnnetz im Iran hatte schwierige Anfänge. Die 1888 in Betrieb genommene Schmalspurbahn von Teheran nach Abd-al-Azim in Rey war die erste Bahnstrecke des Irans. Sie war ein wirtschaftlicher Misserfolg, weil die islamische Geistlichkeit die Bahn nach einem tödlichen Unfall als „satanisch“ (ähnlich wie bereits 1835 der Stadtpfarrer von Schwabach: Sie „kommt aus der Hölle, und jeder, der mit ihr fährt, kommt geradezu in die Hölle“) verteufelte und vor der Benutzung warnte. Erst zur Regierungszeit von Reza Schah (1925 bis 1941) wurden neue Bahnstrecken gebaut. Die von 1927 bis 1939 erbaute Trans-Iranische Eisenbahn (1.394 km) brachte den Durchbruch für ein schienengebundenes Transportsystem im Iran. Am 25. August 1941 marschierten 35.000 britische und 120.000 sowjetische Soldaten im Iran ein und besetzten den Iran. Bis Kriegsende wurden auf dem Persischen Korridor fünf Millionen Tonnen militärische Ausrüstung und Nachschub in die Sowjetunion transportiert. Nach dem Abzug der Besatzertruppen wurde mit dem Bau weiterer Strecken begonnen. Das heutige Streckennetz umfasst etwa 11.000 km. Weitere 7.000 km sind in Planung.
Der Schienenverkehr in Japan begann am 12. Juni 1872 mit einem Zug zwischen Tokio und Yokohama. Ende 1900 gab es ein Netz von 5.892 km, vor allem auf der Hauptinsel Honshū. Der am 11. Juni 1942 eröffnete 3.613 m lange Kammon-Tunnel verbindet Honshū und Kyūshū, die Hauptinsel südlich von Honshū. Zu den olympischen Spielen in Tokio 1964 wurde auf einer 515 km langen Strecke der Hochgeschwindigkeitsverkehr (Shinkansen) begonnen.
2015 war das Schienennetz in Japan 27.311 km lang.

### Südamerika und Karibik
Die erste durchgehend dampfgetriebene Eisenbahn fuhr 1837–1838 auf der karibischen Insel Kuba zwischen Havanna und den Zentren des Zuckerrohranbaus Bejucal und Güines südöstlich von Havanna. Die erste Lokomotive ähnelte Stephensons „Rocket“ und wurde von der englischen Firma Braithwaite geliefert. Bis 1853 waren in einer ersten Bauphase alle damals modernsten Zuckerplantagengebiete und die Häfen Havanna, Matanzas und Cárdenas in Westkuba verbunden.
Die erste Eisenbahn auf dem Kontinent fuhr 1851 von Lima in Peru zum dreizehn Kilometer entfernten Seehafen Callao. Diese kurze Strecke geht auf Planungen von Richard Trevithick zurück, der bereits 1817 eine Strecke von Callao in die 4302 m hoch gelegene Silberbergbaustadt Cerro de Pasco projektierte. 1868 griff der Amerikaner Henry Meiggs Trevithicks Pläne zur Fortsetzung der Strecke wieder auf. Im September 1892 konnte der erste Zug der Ferrocarril Central Andino von Lima nach La Oroya fahren. Diese Bahnlinie war bis 2005 die höchste normalspurige Eisenbahnstrecke der Welt mit einem Scheitelpunkt bei 4781 m ü. NN bei La Galera.
Zwischen 1851 und 1860 verkehrte die Locomotora Copiapó in Chile zwischen den Städten Copiapó und Caldera. Diese Strecke ist die zweitälteste Eisenbahnverbindung in Südamerika. 1861 fuhr die erste Eisenbahn Paraguays, die kurze Strecke verlief von der Estación San Francisco nach Trinidad in Asunción. Noch heute liegen beim „botanischen Garten“ (Trinidad) die Schienen der ersten Eisenbahn.
Das Bahnnetz der Länder Südamerikas ist eher weitmaschig und lückenhaft. Eine Ausnahme ist die Eisenbahn von Argentinien. 1857 fuhr zwischen Buenos Aires und Floresta der erste Zug. Heute hat Argentinien ein dichtes, von Buenos Aires sternförmig ausgehendes Eisenbahnnetz. Es besteht jedoch aus drei Spurweiten, die aufgrund der Konkurrenzsituation der erbauenden Bahngesellschaften nur ungenügend miteinander verknüpft sind und wird praktisch nur noch in der Provinz Buenos Aires für den Personentransport benutzt.

### Australien
In Australien wurden ab 1854 Eisenbahnen gebaut. Etwa zeitgleich wurden in Victoria zwischen dem Stadtzentrum und dem Hafen von Melbourne (siehe Sandridge Bridge) sowie in South Australia zwischen Goolwa und Port Elliot zwei Strecken eröffnet.
Da die australischen Kolonien vor der Gründung des Australischen Bundes (1. Januar 1901) rechtlich selbständige Einheiten bildeten, wählte jede – abhängig von Gebietsgröße und wirtschaftlicher Stärke – die als passend angesehene Spurweite. Hauptsächlich vertreten waren und sind:
- 1067 mm (Kapspur) in Queensland, Western Australia, South Australia, Tasmanien und dem Northern Territory
- 1435 mm (Normalspur) in New South Wales, South Australia und später bei der Bundeseisenbahn
- 1600 mm (Breitspur) in Victoria und South Australia

Diese unterschiedlichen Spurweiten führten kontinental betrachtet und beim Zusammentreffen der Systeme zu zahlreichen inkompatiblen Schnittstellen im Netz. Erst 1970 konnte die Umspurung der transaustralischen, 3.961 km langen Ost-West-Verbindung auf Normalspur durchgängig eröffnet werden. Am 15. Januar 2004 wurde nach hundertjähriger Planung mit der Strecke Darwin–Adelaide eine weitere große Transkontinentallinie fertig gestellt, diesmal in Nord-Süd-Richtung durch den australischen Kontinent.

### Afrika
In vielen afrikanischen Staaten – vor allem in denen, die unter britischer Herrschaft standen – wurden Anfang des 20. Jahrhunderts vorhandene Eisenbahnnetze ausgebaut. Cecil Rhodes (1853–1902) trieb im südlichen Afrika den Kap-Kairo-Plan voran.
Nach der Unabhängigkeit der Staaten (Afrikanisches Jahr 1962) hatten die vormaligen Kolonialmächte kein Interesse mehr an der Erhaltung und Weiterentwicklung des Eisenbahnnetzes. Kriege und Konflikte waren dem Eisenbahnwesen abträglich. Zahlreiche Bahnstrecken überwiegend in Subsahara-Afrika funktionierten für längere Zeit nur eingeschränkt oder waren völlig unbenutzbar. Die Netze in den Ländern Namibia, Botswana, Südafrika, Tunesien und Marokko gelten als gut ausgebaut. 

## Chronologische Übersicht erster Eisenbahnen
| Land                  | Eröffnung     | Strecke | Länge (km) |
| --------------------- | ------------- | --- | ---------- |
| England               | 27. Sep. 1825 | Stockton–Darlington | 41         |
| Frankreich            | 30. Juni 1827 | Saint-Étienne–Andrézieux (Pferdebahn, die erste des Kontinents, später als Lokomotivbahn umgebaut)                           | 18,3       |
| Österreich            | 7. Sep. 1827  | Budweis–Trojern (Pferdebahn desgl.)                                                                                          | 54         |
| USA                   | 28. Dez. 1829 | Baltimore–Ellicott's Mills                                                                                                   | 24         |
| Deutschland (Preußen) | 20. Sep. 1831 | Kupferdreh–Velbert (nach der Eröffnung umbenannt in Prinz-Wilhelm-Eisenbahn, Pferdebahn desgl.)                              | 7,5        |
| Belgien               | 3. Mai 1835   | Brüssel–Mechelen | 20         |
| Deutschland (Bayern)  | 7. Dez. 1835  | Nürnberg–Fürth (erste Lokomotivbahn)                                                                                         | 6          |
| Frankreich            | 26. Aug. 1837 | Paris–St. Germain (erste Lokomotivbahn)                                                                                      | 21         |
| Österreich            | 17. Nov. 1837 | Floridsdorf–Deutsch Wagram (Kaiser Ferdinands-Nordbahn) (erste Lokomotivbahn)                                                | 13,1       |
| Kuba                  | 1837          | Havanna–Guanajay | 50         |
| Russland, europ.      | 4. Apr. 1838  | Petersburg–Zarskoje Selo | 27         |
| Niederlande           | 20. Sep. 1839 | Amsterdam–Haarlem | 17         |
| Italien               | 3. Okt. 1839  | Neapel–Portici | 8          |
| Ungarn                | 27. Sep. 1840 | Erster Teil der Tyrnauer Pferdeeisenbahn: Pressburg–Sankt Georgen (umgebaut in eine Lokomotiveisenbahn in den 1870er Jahren) | 15         |
| Schweiz               | 15. Juni 1844 | Basel–St. Louis (erste Strecke auf Schweizer Gebiet)                                                                         | 1,9        |
| Jamaika               | 21. Nov. 1845 | Kingston–Spanish Town–St. Angil                                                                                              | 25         |
| Ungarn                | 15. Juli 1846 | Pest–Vác (erster Teil der Bahnstrecke Wien–Budapest) (erste Lokomotivbahn)                                                   | 33,6       |
| Dänemark              | 27. Juni 1847 | København–Roskilde | 32         |
| Schweiz               | 9. Aug. 1847  | Zürich–Baden (erste ganz auf Schweizer Gebiet verlaufende Linie)                                                             | 23,3       |
| Spanien               | 30. Okt. 1848 | Barcelona–Mataró | 28         |
| Kanada                | Mai 1850      | Strecke der St. Lawrence & Industrial Railroad                                                                               | 19         |
| Mexiko                | 1850          | Veracruz–Medellín | 22         |
| Schweden              | 1851          | Kristinehamn–Sjöanden | 12         |
| Peru                  | 1851          | Lima–Callao | 13         |
| Chile                 | Jan. 1852     | Caldera–Copiapó | 89         |
| Ostindien             | 18. Apr. 1853 | Bombay–Thana | 35         |
| Norwegen              | 1. Juli 1853  | Oslo (Kristiania)–Strømmen                                                                                                   | 18         |
| Portugal              | 1854          | Lissabon–Carregado | 36         |
| Brasilien             | 29. Apr. 1854 | Porta de Mauá–Raiz da Serra                                                                                                  | 18         |
| Südaustralien         | 18. Mai 1854  | Goolwa–Port Elliot | 10         |
| Ägypten               | Jan. 1856     | Alexandria–Kairo | 211        |
| Argentinien           | 29. Aug. 1857 | Buenos Aires–Floresta | 10         |
| Türkei, asiat.        | 1857          | Smyrna–Aidin | 130        |
| Natal                 | 26. Juni 1860 | Durban–Landungsplatz | 3          |
| Finnland              | 31. Jan. 1862 | Helsinki–Hämeenlinna | 108        |
| Kapland               | 13. Feb. 1862 | Kapstadt–Eerste River | 34         |
| Algerien              | 15. Aug. 1862 | Algier–Blida | 51         |
| Paraguay              | 1. Okt. 1863  | Asuncion–Itangua | 40         |
| Neuseeland            | 1. Dez. 1863  | Christchurch–Lyttleton | 2          |
| Mauritius             | Mai 1864      | Georgetown–Mahaica | 32         |
| Venezuela             | Feb. 1866     | Puerto Cabello–Palmito | ?          |
| Bulgarien             | 7. Nov. 1866  | Rustschuk–Warna (gehörte zum Osmanischen Reich bis 1878)                                                                     | 224        |
| Java (Indonesien)     | 9. Aug. 1867  | Samareng–Tangweng | 79         |
| Tahiti                | 1868          | Punaunja–Terapena Bay | 4          |
| Uruguay               | 1. Jan. 1869  | Montevideo–Los Pedros | 18         |
| Griechenland          | 18. Feb. 1869 | Athen–Piräus Hafen | 10         |
| Rumänien              | 26. Aug. 1869 | București–Giurgiu (Personenverkehr ab 31.10.1869)                                                                            | 70         |
| Kolumbien             | 3. Dez. 1870  | Sabarilla–Barranquilla | 30         |
| Türkei, europ.        | 5. Jan. 1871  | Konstantinopel (Istanbul)–Kütschük-Tschekmedsche (4. Okt. 1860. Konstanza–Cernavoda: gehörte zum Osmanischen Reich bis 1878) | 17,2       |
| Honduras              | 25. Sep. 1871 | Caballos–Santiago | 60         |
| Japan                 | 12. Juli 1872 | Tokio–Yokohama | 29         |
| Tunesien              | 1. Sep. 1872  | Tunis–Goletta | 35         |
| Costa Rica            | 1873          | Alajuela–Cartago | 64         |
| China                 | 30. Juni 1876 | Schanghai–Kiangwan (1877 zerstört)                                                                                           | 47         |
| Ecuador               | 1876          | Yaguachi–Puente de Chimbo | 69         |
| Malta                 | 28. Feb. 1883 | Valletta–Notabile (Mdina) | 10,2       |
| Serbien               | 15. Sep. 1884 | Belgrad–Niš | 244        |
| Philippinen           | 1891          | Ferrocarril de Manila–Dagupan                                                                                                | 195,4      |
| Thailand              | 28. März 1897 | Bangkok–Ayutthaya | 71         |
| Kongo                 | 1. Juli 1897  | Matadi–Stanley Pool | 399        |
| Korea                 | 18. Sep. 1899 | Seoul–Chemulpo | 42         |
| Deutsch-Südwestafrika | 1. Juni 1900  | Swakopmund–Karibib | 180        |
| Zypern                | 21. Okt. 1905 | Nikosia–Famagusta | 58         |

## Technische Weiterentwicklungen

### Sicherheitstechnik
Um 1868 entwickelte George Westinghouse die Druckluftbremse, eine Bremse, die er sich 1872 patentieren ließ und für deren Produktion er 1869 die WABCO-Westinghouse Air Brake Company gründete. Die Druckluftbremse wurde in der Folge das weltweit verbreitetste Bremssystem bei Bahnfahrzeugen. 1873 ließ sich der Frachtkontor-Sekretär Eli Janney die nach ihm benannte selbsttätige Wagen-Kupplung patentieren. 1893 wurden die Druckluftbremse und die Janney-Kupplung mit dem „Safety Appliance Act“ in den USA als Pflichtausrüstung für Bahnen vorgeschrieben. Dies führte danach zu einer rapiden Verminderung der Unfälle mit Bahnfahrzeugen. Auch außerhalb der USA bewirkte die Übernahme von Druckluftbremse und automatischer Kupplung eine Steigerung von Effizienz und Sicherheit des Bahnbetriebs. Die Janney-Kupplung fand in ganz Nordamerika und Mexiko sowie in Australien, Südafrika und der Volksrepublik China Anwendung.

### Elektrische Antriebe

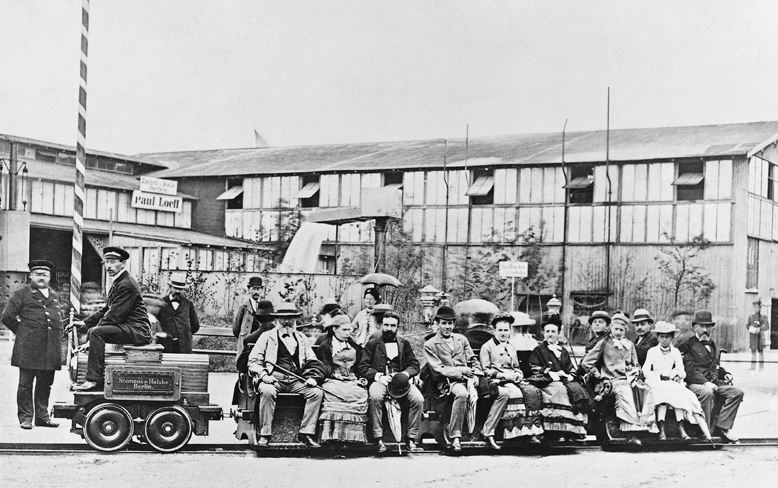
Elektrische Bahn von Siemens & Halske auf der Berliner Gewerbeausstellung 1879

Bereits in den 1830er-Jahren gab es in verschiedenen Ländern Versuche, Schienenfahrzeuge elektrisch anzutreiben. Das anfängliche Haupthindernis war die Stromversorgung, die aus galvanischen Batterien und später Akkumulatoren erfolgte, die sich entweder als zu schwach oder zu schwer erwiesen. Wirklich anwendungstauglich wurde der elektrische Schienenfahrzeugantrieb erst mit der Einführung ortsfester Stromerzeuger und der Speisung der Lokomotive über Stromschienen bzw. Oberleitungen. Siemens & Halske baute 1879 für die Berliner Gewerbeausstellung eine ursprünglich als Grubenbahn für Cottbus vorgesehene Schienenstrecke mit 50 cm Spurweite und einer vierrädrigen Elektrolokomotive. Sie wurde von einem ortsfesten Dynamo über eine mittig im Gleis angebrachte Stromschiene gespeist, wobei die Schienen im Stromkreis als Rückleiter dienten. Von Mai bis September 1881 fuhr der gleiche Zug im Rahmen der Allgemeinen Patent- und Musterschutz-Ausstellung im Palmengarten im Frankfurter-Westend. Ähnliche kleine Ausstellungsbahnen wurden bald darauf auch anderenorts präsentiert, so auf der Wiener Gewerbeausstellung 1880 und von Thomas Alva Edison 1883 auf einer Ausstellung in Chicago.
Frank Julian Sprague baute nach wesentlichen Verbesserungen an elektrischen Motoren 1888 einen elektrisch getriebenen „Streetcar“ mit einer dazugehörigen Oberleitung und errichtete in Richmond für die „Richmond Union Passenger Railway“ das erste erfolgreiche größere elektrische Straßenbahnsystem, das insgesamt 40 angetriebene Wagen umfasste.
Bei den meisten frühen kommerziell bzw. öffentlich betriebenen elektrischen Bahnen wurden zunächst straßenbahnartige Triebwagen verwendet. Dies ergab sich daraus, dass bei gleicher Leistung die Baugröße von Elektromotoren weit kleiner war als die von Dampfmaschinen, somit also auf dem angetriebenen Schienenwagen stets noch Platz für Passagiere war. Erst unter beengten Verhältnissen, wie bei der U-Bahn London oder bei größerem Leistungsbedarf, ergab sich die Hinwendung vom Triebwagen mit Fahrgast-Mitnahme zur Lokomotiv-Bauweise des Triebfahrzeugs. Erstmals scheinen reine Elektrolokomotiven im kommerziellen öffentlichen Betrieb, sowie auch in größerem Umfang auf der von der City and South London Railway (CSLR) errichteten U-Bahn-Strecke eingesetzt worden zu sein.
Der Erste Weltkrieg 1914–1918 brachte in Europa Versorgungsengpässe bei Kohle für den Dampflokbetrieb. Elektrizität als alternative Energie war daher vor allem dort sehr willkommen, wo sie günstig ohne teure Materialimporte zu erzeugen war. Dies war vor allem in den europäischen Alpenländern mit der Energieerzeugung aus Wasserkraft der Fall. Der Bahnbetrieb mit Elektrotraktion setzte sich daher vor allem ab 1918 in Österreich, der Schweiz, Bayern, Norditalien und der französischen Alpenregion durch. Die Schweiz war dann in der weiteren Folge auch das erste Land der Erde mit vollständiger Elektrifizierung der Bahnen.

### Hochgeschwindigkeitsverkehr
Die beiden folgenden Auflistungen geben einen Überblick über die Entwicklung der Höchstgeschwindigkeiten. Einerseits im Versuchs- und andererseits im Regelbetrieb:
Maximal erreichte Geschwindigkeit im Versuchsbetrieb:
- 1769 Frankreich, Dampfwagen von Cugnot, 3–4,5 km/h
- 1830 England, Liverpool–Manchester, Lokomotive „Rocket“, 48 km/h
- 1848 Frankreich, erste Lok schneller als 100 km/h: 126 km/h
- 1889 USA, Baltimore, elektrischer Triebwagen erreicht 185 km/h
- 1903 Deutschland, AEG-Triebwagen mit Drehstromantrieb, 210 km/h auf der Militäreisenbahn bei Berlin
- 1931 Deutschland, Schienenzeppelin mit Propellerantrieb von Ing. Kruckenberg, 230 km/h auf der Berlin-Hamburger Bahn zwischen Karstädt und Wittenberge
- 1938 Großbritannien, LNER-Dampflokomotive A4 Pacific „Mallard“, bis heute gültiger Rekord für Dampftraktion, 202 km/h
- 1955, 28. März, Frankreich, SNCF – Elektro-Lok CC 7107 erreicht 331 km/h
- 1955, 29. März, Frankreich, SNCF – Elektro-Lok BB 9004 erreicht ebenfalls 331 km/h
- 1981 Frankreich, SNCF, Elektro-Triebzug TGV, 380 km/h
- 1988 Deutsche Bundesbahn, Elektro-Triebzug ICExperimental, 406,9 km/h
- 1990 Frankreich, SNCF, Elektro-Triebzug TGV-Atlantique Nr. 325, 515,3 km/h
- 2000 Deutschland, DB, Elektro-Triebzug ICE 3, 368 km/h
- 2006 Deutschland, Elektro-Lok ÖBB 1216 TAURUS 3 1216-050, 357 km/h
- 2007 Frankreich, Elektro-Triebzug, modifizierte TGV-Einheit 4402, 574,8 km/h

Höchstgeschwindigkeit im Regelbetrieb:
- 1933 Deutsche Reichsbahn, Diesel-Triebzug „Fliegender Hamburger“ 160 km/h
- 1964 Japan, JNR, Elektro-Triebzug „Shinkansen Serie 0“ 210 km/h
- 1975 Japan, JNR, Elektro-Triebzug „Shinkansen Serie 100“ 250 km/h
- 1981 Frankreich, SNCF, Elektro-Triebzug TGV Paris-Sud-Est, 270 km/h
- 1989 Frankreich, SNCF, Elektro-Triebzug TGV Atlantique, 300 km/h
- 2000 Deutschland, DB, Elektro-Triebzug ICE 3, 330 km/h
- 2007 Spanien, RENFE, Elektro-Triebzug RENFE-Baureihe 103, 310 km/h
- 2007 Frankreich, SNCF, Elektro-Triebzug TGV POS, 320 km/h
- 2010 China, CRH, Elektro-Triebzug CRH380A, 350 km/h

Im April 2005 unterzeichneten die Russische Eisenbahn (RŽD) und die deutsche Siemens Transportation Systems (TS) einen Vertrag zur Entwicklung von Hochgeschwindigkeitszügen für Russland. Der Liefervertrag mit einem Projektvolumen von bis zu 1,5 Mrd. Euro wurde im Sommer 2005 unterschrieben. Die Russische Eisenbahn beabsichtigt, bei Siemens 60 dieser bis zu 300 km/h schnellen Züge in Auftrag zu geben. Die Züge sollen vorrangig auf den Strecken Moskau–Sankt Petersburg und Sankt Petersburg–Helsinki eingesetzt werden. Geplant sind auch Züge auf den Strecken Omsk–Nowosibirsk, Moskau–Nischni Nowgorod und anderen. Die Züge sollen hauptsächlich in Russland unter Einbeziehung von russischen Lieferanten und Kooperationspartnern gefertigt werden, die Auslieferung des ersten Zuges erfolgte Ende 2008.

## Militärische Bedeutung

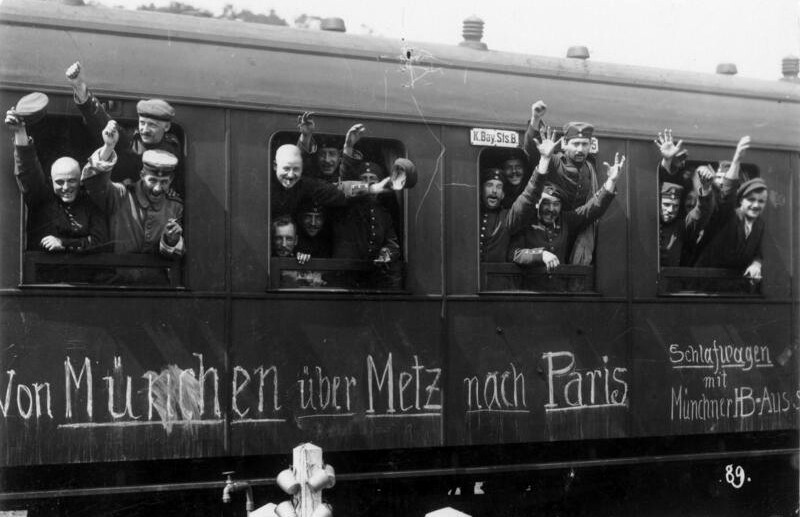
Deutscher Truppentransport 1914

Nach anfänglichem Misstrauen interessierte sich auch das Militär für die Eisenbahn. In der Nähe der Eisenbahnbrücken über die großen deutschen Flüsse wurden auf Veranlassung der preußischen Generalität Festungen angelegt oder erweitert. Dies betraf beispielsweise Dortmund und Wesel am Rhein, Minden an der Weser, Magdeburg an der Elbe und Küstrin an der Oder. In einer Denkschrift schrieb der preußische Chefinspekteur Ernst Ludwig Aster im Jahre 1844 sinngemäß: „[…] dass die unmittelbare Heranführung der Bahn an die Festung meist höchst nachteilige bauliche Anlagen wie Dämme, Einschnitte, Tore bedinge und deshalb aus Gründen der Landesverteidigung die Eisenbahn mindestens außerhalb des zweiten Festungsrayon bleiben, dass sie also mindestens 1.450 m vor der Festung enden solle.“
Bei Kriegen wurde die Eisenbahn in die militärischen Aufmarschpläne einbezogen. Während des Krimkriegs zeigte sich erstmals die Notwendigkeit eines gut ausgebauten Eisenbahnnetzes für den schnellen Nachschub. So konnte England auf Grund der bis 1853 schon sehr gut ausgebauten Schienenwege in Mitteleuropa sehr viel schneller Truppen und Munition auf die Krim transportieren als der Kriegsgegner Russland, der den Bahnbau bis zu diesem Zeitpunkt eher vernachlässigt hatte. Im Jahre 1866 hatte der Truppentransport mit der Eisenbahn noch für keine der kriegführenden Staaten Bedeutung, auch nicht in der Schlacht bei Königgrätz (siehe auch Deutscher Krieg), jedoch waren fünf Jahre später Schienennetz und rollendes Material soweit ausgebaut, dass der Sieg gegen Frankreich durch den rascheren Aufmarsch der preußischen und ihrer verbündeten Truppen gegen Frankreich in der Schlacht von Sedan möglich wurde.
Besonders im Amerikanischen Bürgerkrieg zeigte sich die Überlegenheit derjenigen Kriegspartei, die das zeitgemäßere Streckennetz besaß. Während der Norden bereits ein dichtes System aufgebaut hatte, besaßen die Konföderierten nur ein weitmaschiges und lückenhaftes Eisenbahnnetz, das sich zudem aus unterschiedlichen Spurweiten zusammensetzte. Berühmt wurde der Andrews-Überfall, eine Sabotageaktion bei der eine Gruppe von Unionssoldaten die American-Lokomotive im Bahnhof von Big Shanty bei Atlanta am 12. April 1862 übernahm. Das militärische Ziel war, die Eisenbahnbrücken auf der Western and Atlantic Railroad zu zerstören, um so den Nachschub für die belagerte Stadt Chattanooga zeitweilig zu unterbrechen. Nach einer acht Stunden andauernden Verfolgungsjagd wurden die Entführer gestellt und die acht ranghöchsten Beteiligten nach einem Militärgerichtsverfahren gehängt.
Eine ganz spezielle Form des Zusammenspieles von Militär und Eisenbahn waren die strategischen Bahnen. Das waren Eisenbahnstrecken, die hauptsächlich zur Erfüllung militärischer Anforderungen gebaut wurden. Solche Strecken verliefen meist fernab jeglicher Besiedlungen und Verkehrsströme und hatten im Frieden nur einen geringen Nutzwert. Ein sehr anschauliches Beispiel für den technischen Aufwand einer strategischen Bahn ist die Wutachtalbahn im südlichen Schwarzwald. Im alpinen Hochgebirge wurden dagegen ganze Streckenabschnitte zu Festungsanlagen ausgebaut, wie es zum Beispiel bei der Tendabahn zwischen Frankreich und Italien in den Seealpen und an der Gotthardbahn geschah.
Im Ersten Weltkrieg verhärteten sich innerhalb kürzester Zeit sämtliche Bewegungen im Stellungskrieg, weil sich die kriegführenden Mächte nicht zu weit von den Bahnhöfen als sicheren Positionen entfernen wollten oder konnten: Die damals verfügbaren Straßenfahrzeuge waren nur in Ausnahmefällen und unter ungeheuren Anstrengungen („Voie Sacrée“ bei Verdun) in der Lage, die logistischen Anforderungen der Materialschlachten zu bewältigen.
Basierend auf den Erfahrungen des Ersten Weltkriegs sollte die Eisenbahn in den deutschen Plänen zu Beginn des Zweiten Weltkrieges keine derartig fundamentale Rolle mehr spielen. Die Hauptlast von Angriff und des Transport des Nachschubes sollten motorisierte Verbände tragen. In den ersten Kriegsjahren funktionierte dieses Konzept, doch ab dem Angriff auf die Sowjetunion am 22. Juni 1941 musste wiederum die Eisenbahn die zunehmenden Entfernungen zur Front überbrücken. Dies gelang nur durch einen Kraftaufwand sondergleichen, beispielsweise mussten von der Kriegslokomotive Baureihe 52 über 6.300 Stück gebaut werden, um dem immensen Transportbedarf Rechnung zu tragen. Während dieses Krieges fuhr die deutsche Eisenbahn mit Menschen vollgestopfte Züge in die Vernichtungslager. In den Fahrplänen erhielten diese Züge das eigene Kurzzeichen Dz, was später als David-Zug interpretiert wurde. Der Transport der Menschen in den sicheren Tod gilt als dunkelstes Kapitel in der Geschichte der Eisenbahn.
Für die US-amerikanischen Eisenbahnen war der Zweite Weltkrieg der große Höhepunkt ihrer Geschichte. Seit 1920 und verstärkt seit der Weltwirtschaftskrise bekamen viele Bahngesellschaften auf Grund der zunehmenden Konkurrenz von der Straße wirtschaftliche Probleme. Der Auftrag, Munition und Truppen zu den Häfen zu transportieren, aber auch die Verknappung des Erdöls und die daraus resultierende Einschränkung der Mobilität, führte zu einem enormen Zuwachs im Transportgeschäft.
Nach dem Zweiten Weltkrieg begannen viele Bahnen, Dampflokomotiven als strategische Reserve zu halten. So hielt Finnland, das den Dampfbetrieb 1975 aufgab, über Jahre hinaus etwa 250 Dampfloks, die im Falle einer Ölverknappung oder der Zerstörung von Kraftwerken wieder zum Einsatz kommen sollten.

## Verstaatlichungen
Bis etwa 1850 wurde in Europa der Eisenbahnbau nahezu vollständig mit privater Initiative vollzogen. Erst mit der Zeit begann ein Umdenken, da es sich für die gesamtwirtschaftliche Entwicklung, an der die Eisenbahn im 19. Jahrhundert einen Hauptanteil hatte, als nachteilig erwies, ausschließlich nach unternehmerischen Gesichtspunkten Eisenbahnen zu betreiben.
In Frankreich hatte der Staat durch seine Eisenbahnpolitik sechs mächtige Monopolgesellschaften großgezogen, welche ihre einflussreiche Stellung den wechselnden Ministerien der Republik gegenüber vortrefflich auszubeuten verstanden, dabei aber den Verkehr schlecht bedienten und einer weiteren Ausbreitung des Netzes durch Anlage wenig rentabler Nebenlinien hinderlich waren. Diese Verhältnisse gaben 1877 dem damaligen Minister Charles de Freycinet den Anstoß zur Einleitung einer Staatseisenbahnpolitik, welche mit dem Ankauf von einigen Tausend Kilometer notleidender kleinerer Bahnen und mit der Aufstellung eines Plans für 16.000 km neuer Hauptbahnen und 40.000 km Nebenbahnen begonnen wurde. Der Ausführung dieses Plans, der in wenigen Jahren eine Summe von 6½ Milliarden Franc erfordert haben würde, stellten sich, abgesehen von finanziellen Hindernissen, namentlich auch Schwierigkeiten beim Betrieb entgegen, da die zahlreichen auf Kosten des Staats erbauten kleinen Strecken isoliert innerhalb der größeren Privatbahnnetze gelegen waren. Infolgedessen war durch eine Reihe von Verträgen mit den sechs großen Gesellschaften 1884 die Ausführung der im Freycinetschen Bautenplan vorgesehenen Bahnlinien den bestehenden Gesellschaften unter finanzieller Beteiligung des Staats sowie unter gleichzeitiger Verlängerung der den Gesellschaften erteilten Konzessionen auf durchschnittlich 75 Jahre übertragen worden. Diese Verträge hatten die Verwirklichung der Staatsbahnprojekte in unabsehbare Ferne verschoben. Erst am 1. Januar 1938 gelang durch den Zusammenschluss der großen Gesellschaften zur SNCF die lang geplante Verstaatlichung.
Beim Ausbau des britischen Fernbahnnetzes wurden teilweise von konkurrierenden Gesellschaften parallele Strecken für dieselben Verkehrsbeziehungen gebaut, was deletäre Wettbewerbe heraufbeschwor. Nach 1923 konzentrierte sich das Eisenbahnwesen auf der Insel in vier großen Gesellschaften:
- Great Western Railway (GWR)
- London, Midland and Scottish Railway (LMS)
- London and North Eastern Railway (LNER)
- Southern Railway (SR)

1948 wurden die Bahnen zu British Railways, ab den 1960ern verkürzt zu British Rail verstaatlicht, 1997 unter Schaffung einer Vielzahl von Gesellschaften wieder privatisiert.
Siehe auch: Staatsbahn

## Internationale Übereinkommen
In der zweiten Hälfte des 19. Jahrhunderts hatte der Aufschwung des Weltverkehrs das Bedürfnis hervortreten lassen, über gewisse Gegenstände des internationalen Eisenbahnverkehrs gleichmäßige Regelungen in ähnlicher Weise herbeizuführen, wie sie auf dem Gebiet des Post- und Telegrafenwesens bereits bestanden. In den Jahren 1878 und 1881 fanden in Bern Konferenzen von Vertretern Deutschlands, Österreich-Ungarns, Frankreichs, Russlands, Italiens, Luxemburgs, Belgiens, der Niederlande und der Schweiz zur Beratung eines internationalen Eisenbahnfrachtrechts statt. Aus diesen waren Entwürfe eines internationalen Übereinkommens über den Eisenbahnfrachtverkehr nebst Ausführungsbestimmungen sowie eines Reglements, betreffend die Errichtung eines internationalen Eisenbahnzentralamts, hervorgegangen. Die Bestimmungen des Übereinkommens, welche nach dem Abschluss der Konferenz den Regierungen der Einzelstaaten zur weiteren Prüfung vorgelegt wurden, schlossen sich im Allgemeinen den Vorschriften des deutschen Eisenbahnfrachtrechts an.
Als übernationale Vereinigung wurde am 21. Oktober 1922 in Paris die Union internationale des chemins de fer (UIC) gegründet. Sie hat seitdem die Aufgabe, die Betriebsbedingungen der Bahnen zu vereinheitlichen.